# Royaume-Uni au Concours Eurovision de la chanson
Le Royaume-Uni participe au Concours Eurovision de la chanson depuis sa deuxième édition, en 1957, et l'a remporté à cinq reprises : en 1967, 1969, 1976, 1981 et 1997.
Le Royaume-Uni fait partie des cinq plus importants contributeurs financiers de l'UER, avec l’Allemagne, l’Espagne, la France et l’Italie. Ensemble, ils constituent le groupe dit des « Big Five ». Depuis l'édition 1999 du concours, ceux-ci ont la garantie d’une place automatique en finale, indépendamment de leur résultat, l'année précédente.

## Participation
Le Royaume-Uni aurait dû participer à la première édition du concours, en 1956. Mais la télévision publique britannique ne put respecter la date limite d’inscription et dut s’abstenir. Elle diffusa cependant la finale et fit ses débuts, l’année suivante.
Le pays participe donc depuis 1957, ne manquant qu'une seule édition du concours : celle de 1958. Ce fut alors la dernière fois que le Royaume-Uni ne participa pas à une finale. Il revint en 1959 et détient toujours le record du plus grand nombre de participations consécutives au concours. Seule l’Allemagne au Concours Eurovision de la chanson a participé plus souvent, n’ayant manqué qu’une seule édition, en 1996. Et seule la France a participé aussi souvent, n’ayant également manqué que deux éditions, en 1974 et en 1982.

## Résultats
Le Royaume-Uni a remporté le concours à cinq reprises.
La première fois, en 1967, avec la chanson Puppet on a String, interprétée par Sandie Shaw. La représentante britannique devint à cette occasion la première artiste de l'histoire du concours à chanter nu-pieds sur scène. Elle exprima à de nombreuses reprises son aversion à propos de sa chanson. Pourtant celle-ci rencontra un immense succès, partout en Europe et demeure l'un des plus grands triomphes commerciaux de l'histoire du concours.
La deuxième fois, en 1969, avec la chanson Boom Bang-a-Bang, interprétée par Lulu. Pour la première fois de l’histoire du concours, le vote se termina sur un ex aequo, l’Espagne, la France, les Pays-Bas et le Royaume-Uni obtenant chacun 18 votes. Cette possibilité n’ayant pas été envisagée par le règlement, ces quatre pays furent déclarés vainqueurs. Il y eut donc quatre chansons gagnantes : Vivo cantando, interprétée par Salomé pour l'Espagne ; Un jour, un enfant, interprétée par Frida Boccara pour la France ; De troubadour, interprétée par Lenny Kuhr pour les Pays-Bas et Boom Bang-a-Bang, interprétée par Lulu pour le Royaume-Uni. Il n’y eut ni deuxième, ni troisième, ni quatrième  place.
La troisième fois, en 1976, avec la chanson Save Your Kisses for Me, interprétée par Brotherhood of Man. Save Your Kisses for Me se vendit à plus de six millions d'exemplaires, devenant la chanson gagnante la plus vendue de l'histoire du concours. Elle fut numéro un des ventes dans trente-quatre pays et demeura six semaines en tête des classements anglais. En 2005, lors de l'émission spéciale Congratulations, elle fut élue cinquième meilleure chanson à jamais avoir été présentée au concours.
La quatrième fois, en 1981, avec la chanson Making Your Mind Up, interprétée par Bucks Fizz. Le groupe avait été spécialement formé pour l'occasion et était composé de deux filles et deux garçons. Leur prestation fut particulièrement remarquée et demeure un des moments iconiques du concours. Arrivés à la strophe « But if you wanna see some more », les garçons dégrafèrent le jupon des filles, les laissant en mini-jupes. Le crédit de cette trouvaille revient au manager du groupe, Nichola Martin. Leur victoire suscita la controverse dans les médias. Elle fut décrite comme une victoire du style sur la substance. Nombre d'observateurs critiquèrent la qualité vocale de la prestation et son aspect racoleur. Ils accusèrent les membres du groupe d'avoir été choisis pour leur physique et dénoncèrent la superficialité du concours. Cependant, la chanson gagnante remporta un très grand succès commercial : elle fut numéro des ventes dans dix pays européens et se vendit à plus de quatre millions d'exemplaires. Quant au groupe Bucks Fizz, ce fut pour lui le début d'une longue carrière.
La cinquième fois, en 1997, avec la chanson Love Shine a Light, interprétée par Katrina and the Waves. Trois records furent établis ce soir-là. Premièrement, en obtenant 227 points, le Royaume-Uni battit le record de 226 points, obtenu par l’Irlande en 1994. Ce record ne fut surpassé qu’en 2004, lorsque l’Ukraine obtint 280 points. Deuxièmement, le pays obtint à dix reprises la note maximale, surpassant le record précédent établi en 1982, par l’Allemagne, qui l’avait obtenu à neuf reprises. Ce record fut battu en 2009, par la Norvège qui l’obtint à seize reprises. Troisièmement et pour la deuxième fois dans l’histoire du concours, après 1978, un pays obtint la note maximale à cinq reprises consécutives. Ce record fut égalé par la Suède en 2012.
Le Royaume-Uni est le pays participant qui a le plus terminé à la deuxième place, soit 16 au total : en 1959, 1960, 1961, 1964, 1965, 1968, 1970, 1972, 1975, 1977, 1988, 1989, 1992, 1993, 1998 et
2022
.
Le pays a en outre terminé à trois reprises, à la troisième place : en 1973, 1980 et 2002.  
A contrario, le Royaume-Uni a terminé à la dernière place, à cinq reprises : en 2003, 2008, 2010, 2019 et en 2021. Le pays a en outre obtenu un nul point à deux reprises : en 2003 et en 2021.

## Pays hôte

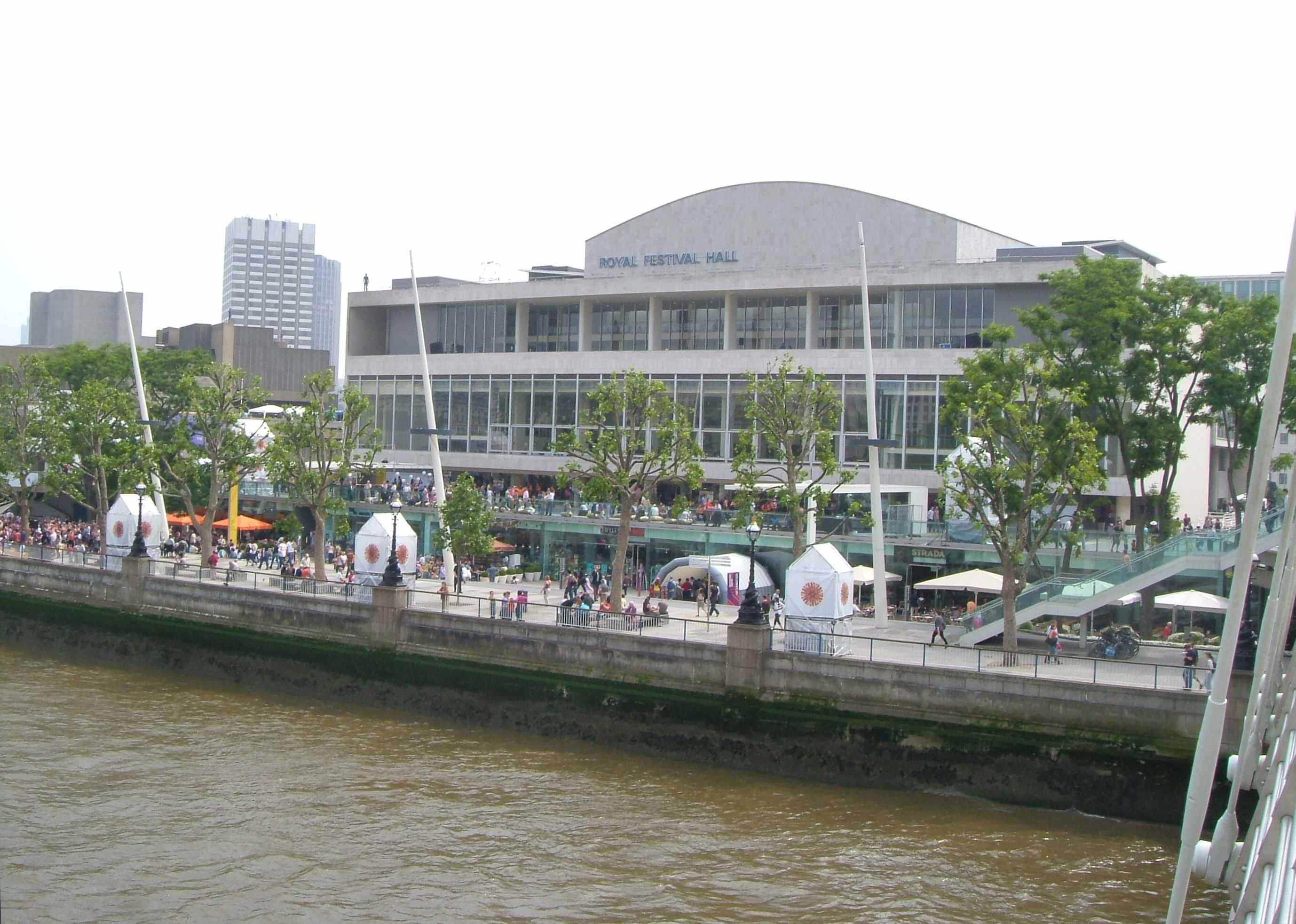
Londres accueille l'édition de 1960 au Royal Festival Hall.

Le Royaume-Uni a organisé le concours à neuf reprises, un record toujours inégalé : en 1960, 1963, 1968, 1972, 1974, 1977, 1982, 1998 et 2023.
En 1960, l'évènement se déroula le mardi 29 mars 1960, au Royal Festival Hall, à Londres. La présentatrice de la soirée fut Katie Boyle et le directeur musical, Eric Robinson. Les Pays-Bas, qui avait remporté l’édition 1959, ne souhaitèrent pas se charger de l’organisation de l'édition 1960. Les responsables de la télévision publique néerlandaise estimèrent que la charge serait trop importante, si tôt après avoir financé l’édition 1958. Le Royaume-Uni, qui avait terminé deuxième, prit alors le relais. Ce fut la dernière fois que le concours se tint au milieu de la semaine. Par la suite, il eut toujours lieu durant le week-end.

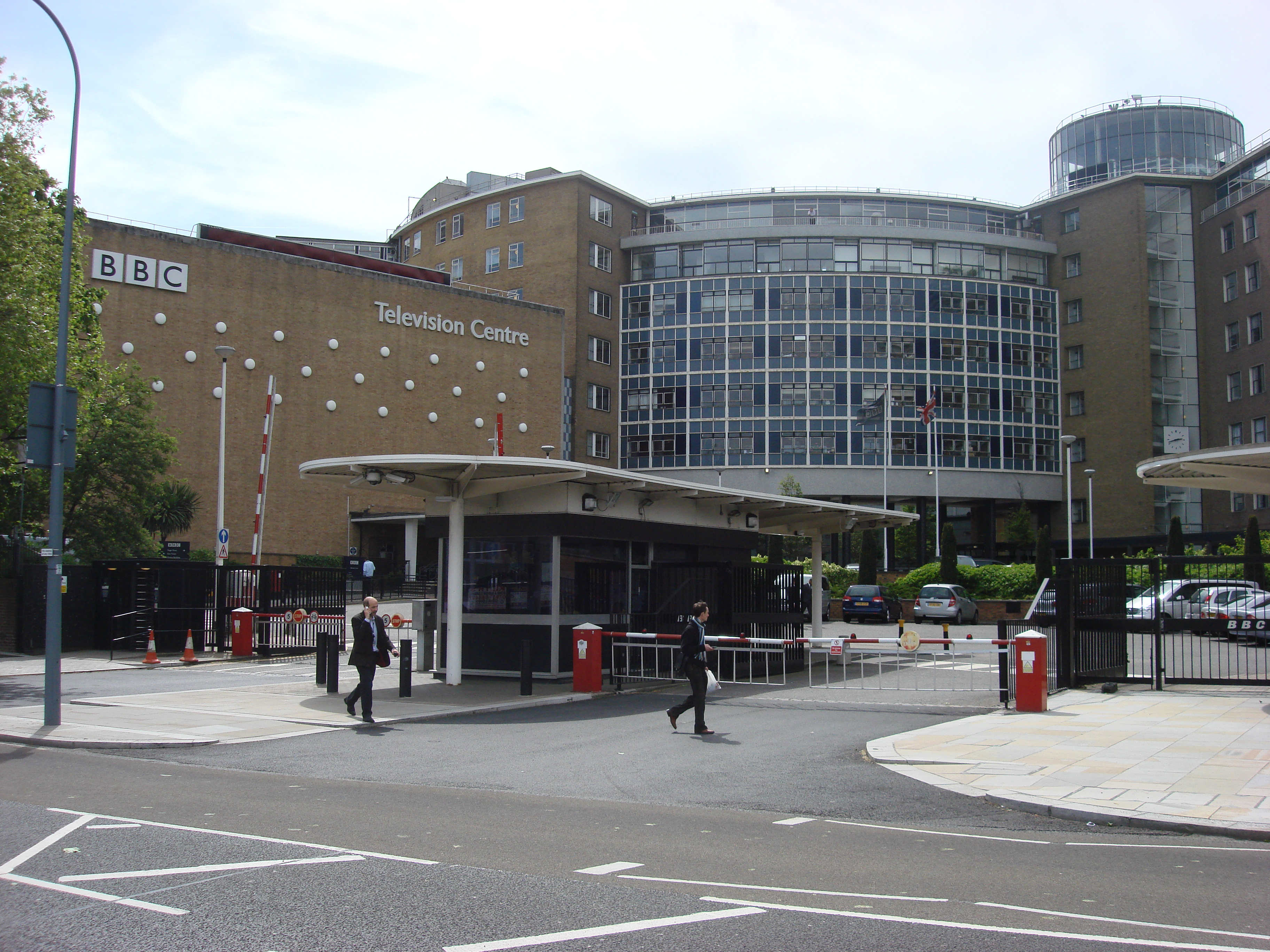
Le Television Center de la BBC situé à Londres reçoit l'évènement en 1963.

L'édition de 1968 se déroule au Royal Albert Hall de Londres.

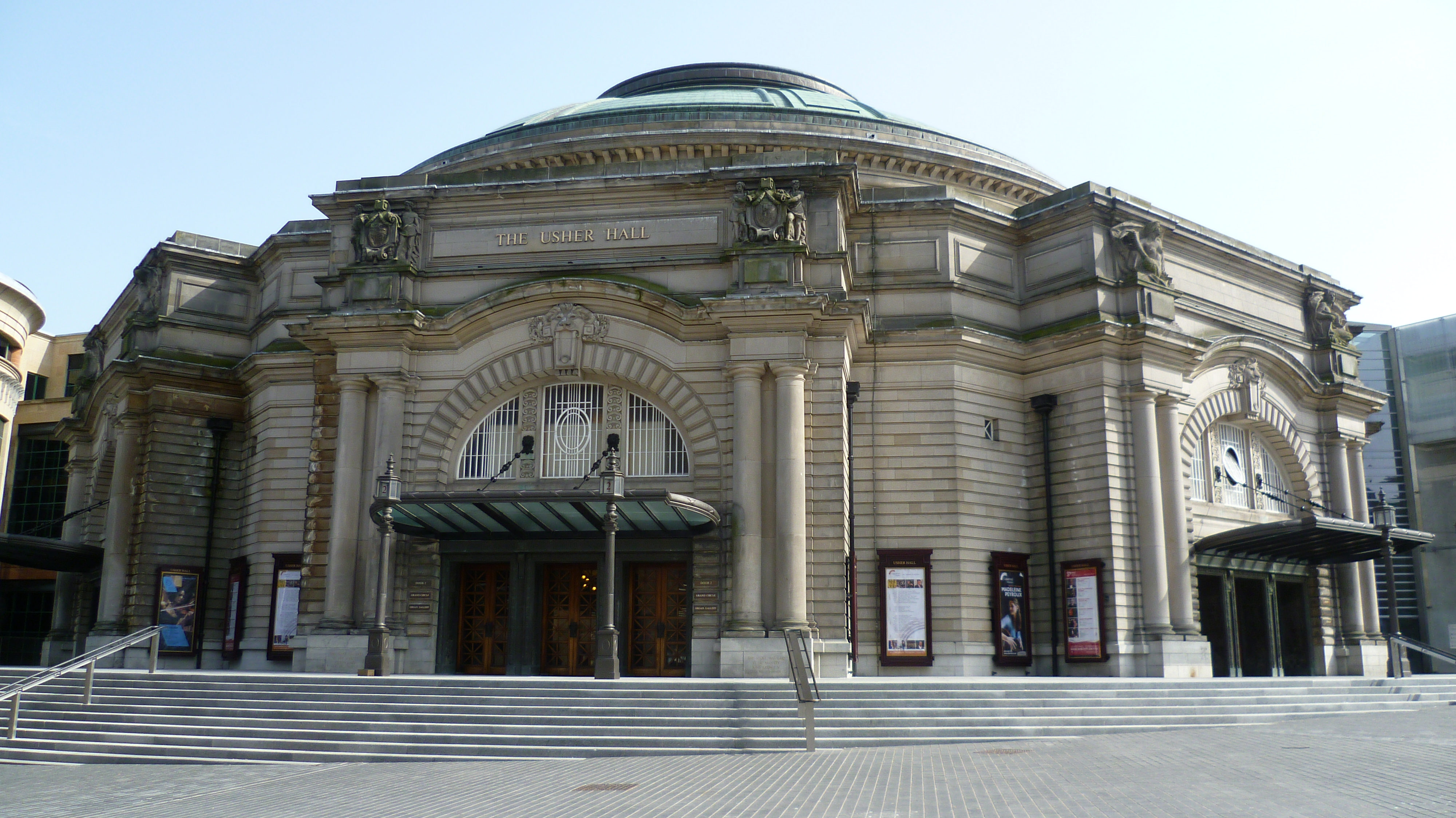
Édimbourg est la ville hôte de l'Eurovision 1972, avec l'Usher Hall.

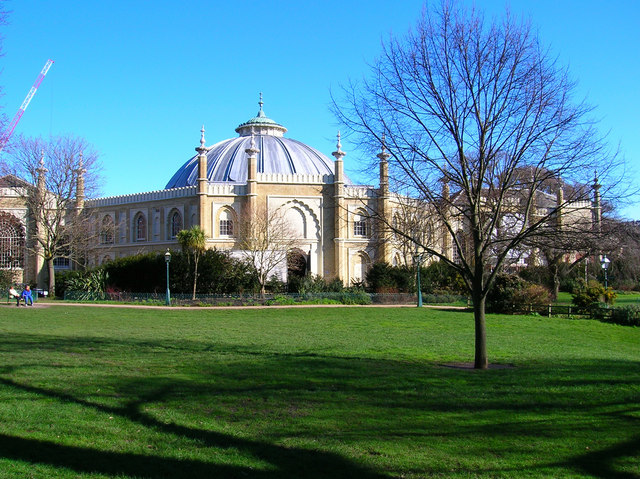
Le Dome de Brighton accueille l'édition de 1974.

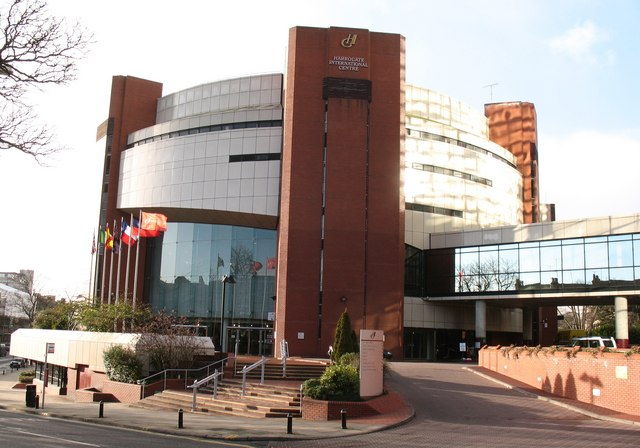
L'édition de 1982 s'est déroule au Conference Center d'Harrogate.

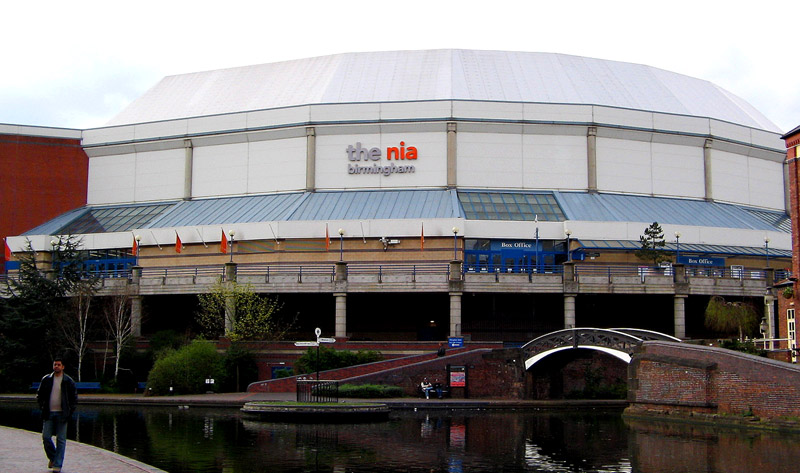
Birmingham est la ville hôte de l'Eurovision 1998, avec la National Indoor Arena.

En 1963, l'évènement se déroula le samedi 23 mars 1963, au Television Center de la BBC, à Londres. La présentatrice de la soirée fut Katie Boyle et le directeur musical, Eric Robinson. La France, qui avait remporté l'édition 1962, ne put organiser le concours cette année-là, à la suite de difficultés financières. À l'instar de 1960, ce furent le Royaume-Uni et la BBC qui se chargèrent de l'organisation. Ce fut la première fois de l'histoire du concours que deux salles distinctes furent employées : les studios TC3 et TC4. Le premier accueillit la présentatrice, le public et le tableau de vote. Le second, à l'acoustique meilleure, accueillit les artistes et l'orchestre. La nouveauté technique majeure de l'édition 1963 (expliquant le recours à deux salles distinctes) fut l'emploi de microphones suspendus. Ceux-ci, invisibles à l'écran, permirent une plus grande liberté de mouvements aux artistes et une mise en scène plus élaborée. Chaque artiste eut ainsi droit à une présentation personnalisée. Cette technique donna lieu à une rumeur tenace mais inexacte : les artistes auraient enregistré leurs prestations à l'avance et n'auraient donc pas chanté en direct.
En 1968, l'évènement se déroula le samedi 6 avril 1968, au Royal Albert Hall,  à Londres. La présentatrice de la soirée fut Katie Boyle et le directeur musical, Norrie Paramor. Ce fut la toute première fois que le concours fut filmé et diffusé en couleurs. Mais seuls six pays tirèrent bénéfice de cette innovation technique : l'Allemagne, la France, les Pays-Bas, le Royaume-Uni, la Suède et la Suisse. Les autres pays le diffusèrent en noir et blanc. Katie Boyle raconta par la suite, avoir dû prendre sur elle durant toute la cérémonie. Son mariage traversait alors une phase difficile et elle avait tellement pleuré ce jour-là qu’elle dut rester allongée plusieurs heures auparavant avec de pommes de terre crues sur les yeux.
En 1972, l'évènement se déroula le samedi 25 mars 1972, au Usher Hall d'Édimbourg. La présentatrice de la soirée fut l'actrice Moira Shearer et le directeur musical, Malcolm Lockyer. Monaco, qui avait remporté l'édition 1971, se retrouva dans l'incapacité d'organiser l'édition 1972, faute de financement et de matériel adéquat. Les responsables de la télévision monégasque demandèrent l'aide de la télévision publique française, qui accepta d'organiser le concours. Les discussions n'aboutirent cependant jamais. La télévision monégasque souhaitait que le concours se tienne à Monaco ; la télévision française, en France. Les responsables monégasques en appelèrent finalement à l'UER et ce fut la BBC qui se retrouva chargée de l'organisation. Ce fut la première fois que la BBC choisit d'organiser le concours en dehors de Londres. Ce fut également la première fois dans l'histoire du concours, qu'un écran mural fut employé.
En 1974, l'évènement se déroula le samedi 6 avril 1974, au Dome de Brighton. La présentatrice de la soirée fut Katie Boyle et le directeur musical, Ronnie Hazlehurst. Le Luxembourg, qui avait remporté et déjà organisé l'édition 1973, ne put se charger de l’organisation de l’édition 1974, faute de budget. Ce fut finalement la BBC qui s'offrit pour organiser le concours. Katie Boyle officia pour la quatrième (et dernière) fois, un record dans l’histoire du concours. Durant les répétitions apparut un problème vestimentaire majeur. La robe couleur saumon que Katie Boyle s'était choisie était trop ajustée. Sous l'éclairage violent, elle laissait transparaître les sous-vêtements de la présentatrice. Le costumier de la BBC ne parvint pas à rendre la robe opaque. Quelques minutes avant le début du concours, Katie Boyle se résolut à enlever ses sous-vêtements. Elle monta donc sur scène, nue sous la fameuse robe, mais se sentit particulièrement mal à l'aise durant toute la retransmission.
En 1977, l'évènement se déroula le samedi 7 mai 1977, au Wembley Conference Center, à Londres. La présentatrice de la soirée fut Angela Rippon et le directeur musical, Ronnie Hazlehurst. La date initialement fixée pour la finale était le samedi 2 avril 1977. Mais les cadreurs et les techniciens de la BBC se mirent en grève, paralysant toute l'organisation du concours. La finale nationale britannique ne put même pas être diffusée. L'édition 1977 menaçant d'être annulée, les responsables de la télévision publique néerlandaise proposèrent de se charger de son organisation. Cependant les syndicats et les techniciens néerlandais se déclarèrent solidaires de leurs collègues britanniques et menacèrent de se mettre en grève à leur tour. Finalement, un arrangement finit par être trouvé et la date du concours fut reportée de cinq semaines.
En 1982, l'évènement se déroula le samedi 24 avril 1982, au Conference Center d'Harrogate. La présentatrice de la soirée fut Jan Leeming et le directeur musical, Ronnie Hazlehurst. La décision de la BBC de choisir Harrogate comme ville hôte causa une certaine surprise. Car jamais le concours n’avait été organisé dans une si petite ville. La BBC voulait en fait profiter des facilités offertes par son nouveau centre de conférence, inauguré cette année-là.
En 1998, l'évènement se déroula le samedi 9 mai 1998, à la National Indoor Arena de Birmingham. Les présentateurs de la soirée furent Ulrika Jonsson et Terry Wogan et le directeur musical, Martin Koch. Ce fut la toute dernière fois de l’histoire du concours qu’un orchestre joua en direct durant une retransmission. Terry Wogan fut la première personne de l’histoire du concours à cumuler les fonctions de présentateur et de commentateur. Lorsqu’il n’était pas en scène, il se trouvait dans sa cabine réservée et fournissait les commentaires aux téléspectateurs de BBC One.

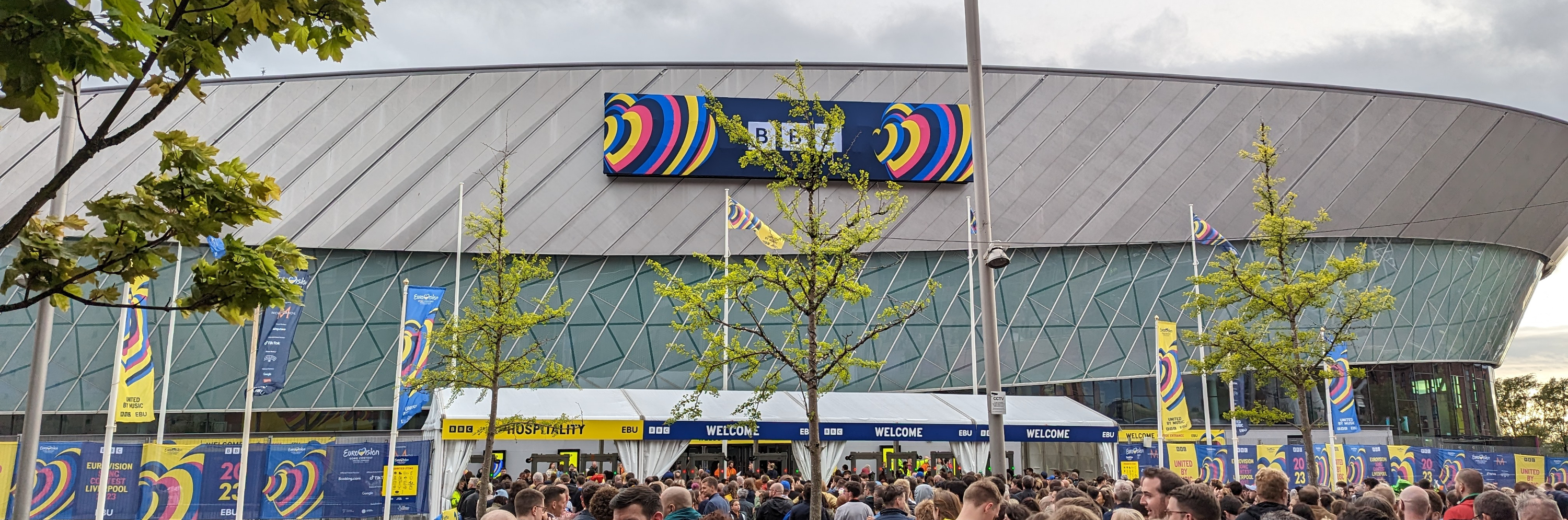
L'édition de 2023 s'est déroule à la Liverpool Arena de Liverpool.

En 2023, l'événement s'est déroulé le samedi 13 mai 2023 à la Liverpool Arena de Liverpool, avec les deux demi-finales précédentes les 9 et 11 mai. Les présentateurs des trois émissions étaient Hannah Waddingham, Julia Sanina et Alesha Dixon. Graham Norton a rejoint en tant que quatrième présentateur pour la finale, où il a également commenté pour les téléspectateurs britanniques. L'Ukraine, qui avait remporté l'édition 2022, s'est retrouvée dans l'impossibilité d'organiser l'édition 2023 en raison de problèmes de sécurité causés par l'invasion du pays par la Russie. L'UER a ensuite invité la BBC à organiser l'événement en raison de sa deuxième place en 2022, ce qu'elle a finalement accepté. Bien qu'ils se déroulent sur le sol britannique, les trois émissions présentent toujours des thèmes ukrainiens.

## Faits notables
En 1957, la chanson britannique durait 1 minute et 52 secondes, l'une des plus courtes jamais présentées au concours. À l'opposé, la chanson italienne durait 5 minutes et 9 secondes, la plus longue jamais présentée au concours. Il fut ensuite décidé de modifier le règlement et de fixer une durée obligatoire pour chaque chanson : trois minutes au maximum. Cette règle est toujours en vigueur.
En 1963, le représentant britannique, Ronnie Carroll, fut le premier artiste de l'histoire du concours à être accompagné sur scène par des choristes.
En 1966, le représentant britannique, Kenneth McKellar, fut le premier artiste masculin de l'histoire du concours à porter un kilt sur scène.
En 1968, les bookmakers étaient certains de la victoire du représentant britannique, Cliff Richard, qui avait déjà remporté de nombreux succès auparavant, en musique et au cinéma. Le titre de sa chanson était à l’origine « I think I love you », mais fut changé en « Congratulations » à la dernière minute. Après le concours, ce fut elle qui remporta le plus grand succès commercial. En 2005, lors de l'émission spéciale Congratulations, elle fut élue huitième meilleure chanson jamais présentée au concours. Dès qu’il eut quitté le podium après sa prestation, Cliff Richard, tenaillé par l’angoisse, alla s’enfermer dans les toilettes. Il y resta jusqu’au bout du vote et ce fut donc là que son manager lui apprit sa défaite.
En 1971, le concours étant organisé pour la première fois en Irlande, la BBC, soucieuse des répercussions possibles du conflit nord-irlandais sur sa participation, décida d'envoyer Clodagh Rodgers au concours. La chanteuse était née en Irlande du Nord et était fort populaire en Irlande. Malgré cela, Rodgers reçut plusieurs menaces de mort de l'IRA. Elle déclara à ce propos : « Et me voilà, une bonne petite fille catholique représentant le Royaume-Uni à Dublin, entre tous les endroits.»
En 1973, comme lors de sa participation en 1968, Cliff Richard alla s'enfermer dans les toilettes jusqu'à la fin du vote. C'est à nouveau là qu'il apprit l'issue du concours et sa troisième place.
En 1974, la représentante britannique n'était autre qu'Olivia Newton-John. La chanteuse avait déjà rencontré quelques succès en Australie, son pays d'origine, en Europe et aux États-Unis. Le choix de sa chanson fut décidé par les téléspectateurs britanniques, qui purent voter par courrier. Ils se décidèrent finalement pour Long Live Love, un hymne à l'Armée du salut. Olivia Newton-John, qui aurait préféré interpréter une ballade, se montra particulièrement mécontente de ce choix. Elle se montra pourtant professionnelle jusqu'au bout et termina à la quatrième place. Quatre ans plus tard, elle tournait dans Grease et devenait une star planétaire.
En 1975, les représentants anglais, les Shadows, étaient alors le groupe instrumental ayant remporté le plus de succès dans l'histoire du disque. Ils avaient déjà accompagné Cliff Richard sur la scène du concours en 1973. Lors de leur prestation, le chanteur Bruce Welch oublia les paroles de la deuxième strophe, soulignant son erreur d'un « I knew it !».
En 1984, pour la première fois de l'histoire du concours, une chanson et ses interprètes furent hués par le public. Il s'agit de la chanson anglaise et du groupe Belle & The Devotions, composé de Kit Rolfe, Laura James et Linda Sofield. La cause de cet incident demeure encore difficile à déterminer. Deux hypothèses sont généralement avancées. Premièrement, une réaction des spectateurs luxembourgeois à des évènements survenus le 16 novembre 1983. Ce jour-là, à l'issue d'un match de football opposant les équipes anglaises et luxembourgeoises, des hooligans britanniques mirent à sac la ville de Luxembourg, causant de vastes dégâts et suscitant l'indignation de l'opinion publique luxembourgeoise. Deuxièmement, une réaction des spectateurs à un trucage supposé de la prestation. Il semblerait que seule Rolfe ait réellement chanté. Les micros de James et Sofield seraient demeurés coupés et leur chœur, interprété par trois choristes, dissimulées derrière les piliers du décor.
En 1995, La chanson anglaise, Love City Groove, fut la première chanson rap présentée au concours. Elle termina à la dixième place mais rencontra un réel succès commercial.
En 1996, la représentant anglaise, Gina G, porta une robe métallique créée par Paco Rabanne. Cette robe était destinée à l’origine à Cher, qui la refusa. Gina G la reprit et la fit transformer en minijupe. Sa chanson, Ooh Aah… Just a Little Bit, devint numéro un des ventes de disques au Royaume-Uni. Ce fut la première fois depuis Bucks Fizz en 1981, qu’un représentant anglais atteignit pareil résultat. De même, la chanson atteignit la douzième place dans les classements américains, la meilleure position jamais obtenue par une chanson représentant le Royaume-Uni au concours. Ooh Aah… Just a Little Bit devint donc le plus grand succès commercial de l’édition 1996 et décrocha même une nomination aux Grammy Awards, au titre de « Best Dance Act ».
En 2003, pour la toute première fois, le Royaume-Uni termina à la dernière place avec "nul point". Les représentants britanniques, le groupe Jemini, donnèrent comme cause de ce résultat, les problèmes techniques rencontrés avec leurs écouteurs tout au long de leur prestation.
En 2009, la chanson britannique avait été écrite et composée par Andrew Lloyd Webber et Diane Warren. Lloyd Webber prit place lui-même sur la scène et accompagna au piano la chanteuse Jade Ewen. Celle dernière connut un léger incident durant sa prestation. S'étant approchée d'un de ses violonistes, celui-ci heurta de la main son micro. Ewen continua cependant son numéro, sans autre difficulté.
En 2010, la chanson britannique avait été écrite et composée par Pete Waterman. Ce dernier, membre du trio Stock Aitken Waterman, avait connu de très grands succès commerciaux, en produisant notamment Kylie Minogue, Rick Astley et Bananarama.
En 2011, ce fut la toute première fois, depuis ses débuts en 1957, que le Royaume-Uni choisit ses représentants en interne. Jusque-là, le public britannique était toujours intervenu, soit pour le choix de l'artiste, soit pour celui de la chanson.
En 2018, la chanteuse SuRie est interrompue lors de sa prestation par un homme qui est monté sur scène et lui a pris son micro. Il voulait protester contre la présence du Royaume-Uni malgré le Brexit. La BBC demande alors un nouveau passage, ce qui lui a été accordé. Quelques minutes après cette annonce, la BBC révèle que la représentante anglaise SuRie « se dit satisfaite de sa prestation et ne souhaite pas repasser ».

## Représentants
| Édition | Année | Artiste(s)                  | Chanson                              | Langue(s)        | Traduction française                          | Finale                                                 | Finale                                                 |
| Édition | Année | Artiste(s)                  | Chanson                              | Langue(s)        | Traduction française                          | Place                                                  | Points                                                 |
| ------- | ----- | --------------------------- | ------------------------------------ | ---------------- | --------------------------------------------- | ------------------------------------------------------ | ------------------------------------------------------ |
| 2e      | 1957  | Patricia Bredin             | All                                  | Anglais          | Tout                                          | 07                                                     | 06                                                     |
| 3e      | 1958  | Retrait en 1958.            | Retrait en 1958.                     | Retrait en 1958. | Retrait en 1958.                              | Retrait en 1958.                                       | Retrait en 1958.                                       |
| 4e      | 1959  | Pearl Carr & Teddy Johnson  | Sing, Little Birdie                  | Anglais          | Chante, petit oiseau                          | 02                                                     | 16                                                     |
| 5e      | 1960  | Bryan Johnson               | Looking High, High, High             | Anglais          | En cherchant très, très haut                  | 02                                                     | 25                                                     |
| 6e      | 1961  | The Allisons                | Are You Sure?                        | Anglais          | Es-tu certaine ?                              | 02                                                     | 24                                                     |
| 7e      | 1962  | Ronnie Carroll              | Ring-A-Ding Girl                     | Anglais          | Une fille ring-a-ding                         | 04                                                     | 10                                                     |
| 8e      | 1963  | Ronnie Carroll              | Say Wonderful Things                 | Anglais          | Dis-moi de jolies choses                      | 04                                                     | 28                                                     |
| 9e      | 1964  | Matt Monro                  | I Love the Little Things             | Anglais          | J'aime les petites choses                     | 02                                                     | 17                                                     |
| 10e     | 1965  | Kathy Kirby                 | I Belong                             | Anglais          | J'appartiens                                  | 02                                                     | 26                                                     |
| 11e     | 1966  | Kenneth McKellar            | A Man Without Love                   | Anglais          | Un homme sans amour                           | 09                                                     | 08                                                     |
| 12e     | 1967  | Sandie Shaw                 | Puppet on a String                   | Anglais          | Marionnette sur un fil                        | 01                                                     | 47                                                     |
| 13e     | 1968  | Cliff Richard               | Congratulations                      | Anglais          | Félicitations                                 | 02                                                     | 28                                                     |
| 14e     | 1969  | Lulu                        | Boom Bang-a-Bang                     | Anglais          | -                                             | 01                                                     | 18                                                     |
| 15e     | 1970  | Mary Hopkin                 | Knock, Knock Who's There?            | Anglais          | Toc, toc, qui est-là ?                        | 02                                                     | 26                                                     |
| 16e     | 1971  | Clodagh Rodgers             | Jack in the Box                      | Anglais          | Diable en boîte                               | 04                                                     | 98                                                     |
| 17e     | 1972  | The New Seekers             | Beg, Steal or Borrow                 | Anglais          | Mendier, voler ou emprunter                   | 02                                                     | 114                                                    |
| 18e     | 1973  | Cliff Richard               | Power to All Our Friends             | Anglais          | Le pouvoir de tous nos amis                   | 03                                                     | 123                                                    |
| 19e     | 1974  | Olivia Newton-John          | Long Live Love                       | Anglais          | Vive l'amour                                  | 04                                                     | 14                                                     |
| 20e     | 1975  | The Shadows                 | Let Me Be the One                    | Anglais          | Laisse-moi être le seul                       | 02                                                     | 138                                                    |
| 21e     | 1976  | Brotherhood of Man          | Save Your Kisses for Me              | Anglais          | Garde tes baisers pour moi                    | 01                                                     | 164                                                    |
| 22e     | 1977  | Lynsey de Paul & Mike Moran | Rock Bottom                          | Anglais          | Tout au fond                                  | 02                                                     | 121                                                    |
| 23e     | 1978  | Co-Co                       | The Bad Old Days                     | Anglais          | Les mauvais vieux jours                       | 11                                                     | 61                                                     |
| 24e     | 1979  | Black Lace                  | Mary Ann                             | Anglais          | -                                             | 07                                                     | 73                                                     |
| 25e     | 1980  | Prima Donna                 | Love Enough for Two                  | Anglais          | Assez d'amour pour deux                       | 03                                                     | 106                                                    |
| 26e     | 1981  | Bucks Fizz                  | Making Your Mind Up                  | Anglais          | Pour te décider                               | 01                                                     | 136                                                    |
| 27e     | 1982  | Bardo                       | One Step Further                     | Anglais          | Un peu plus loin                              | 07                                                     | 76                                                     |
| 28e     | 1983  | Sweet Dreams                | I'm Never Giving Up                  | Anglais          | Je ne renoncerai jamais                       | 06                                                     | 79                                                     |
| 29e     | 1984  | Belle and the Devotions     | Love Games                           | Anglais          | Les jeux de l'amour                           | 07                                                     | 63                                                     |
| 30e     | 1985  | Vikki Watson                | Love Is                              | Anglais          | L'amour est                                   | 04                                                     | 100                                                    |
| 31e     | 1986  | Ryder                       | Runner in the Night                  | Anglais          | Fugitif dans la nuit                          | 07                                                     | 72                                                     |
| 32e     | 1987  | Rikki                       | Only the Light                       | Anglais          | Seulement la lumière                          | 13                                                     | 47                                                     |
| 33e     | 1988  | Scott Fitzgerald            | Go                                   | Anglais          | Pars                                          | 02                                                     | 136                                                    |
| 34e     | 1989  | Live Report                 | Why Do I Always Get It Wrong?        | Anglais          | Pourquoi est-ce que je me trompe toujours ?   | 02                                                     | 130                                                    |
| 35e     | 1990  | Emma                        | Give a Little Love Back to the World | Anglais          | Donnez au monde un peu d'amour en retour      | 06                                                     | 87                                                     |
| 36e     | 1991  | Samantha Janus              | A Message to Your Heart              | Anglais          | Un message à votre cœur                       | 10                                                     | 47                                                     |
| 37e     | 1992  | Michael Ball                | One Step Out of Time                 | Anglais          | Un pas hors du temps                          | 02                                                     | 139                                                    |
| 38e     | 1993  | Sonia                       | Better the Devil You Know            | Anglais          | Mieux vaut encore un démon que l'on connaisse | 02                                                     | 164                                                    |
| 39e     | 1994  | Frances Ruffelle            | Lonely Symphony (We Will Be Free)    | Anglais          | Symphonie solitaire (Nous serons libres)      | 10                                                     | 63                                                     |
| 40e     | 1995  | Love City Groove            | Love City Groove                     | Anglais          | Le groove de la ville de l'amour              | 10                                                     | 76                                                     |
| 41e     | 1996  | Gina G                      | Ooh Aah... Just a Little Bit         | Anglais          | Ooh Aah... Juste un petit peu                 | 08                                                     | 77                                                     |
| 42e     | 1997  | Katrina and the Waves       | Love Shine a Light                   | Anglais          | Amour, fais briller une lumière               | 01                                                     | 227                                                    |
| 43e     | 1998  | Imaani                      | Where Are You?                       | Anglais          | Où es-tu ?                                    | 02                                                     | 166                                                    |
| 44e     | 1999  | Precious                    | Say It Again                         | Anglais          | Dis-le encore                                 | 12                                                     | 38                                                     |
| 45e     | 2000  | Nicki French                | Don't Play That Song Again           | Anglais          | Ne rejoue plus cette chanson                  | 16                                                     | 28                                                     |
| 46e     | 2001  | Lindsay Dracass             | No Dream Impossible                  | Anglais          | Pas de rêve impossible                        | 15                                                     | 28                                                     |
| 47e     | 2002  | Jessica Garlick             | Come Back                            | Anglais          | Reviens                                       | 03                                                     | 111                                                    |
| 48e     | 2003  | Jemini                      | Cry Baby                             | Anglais          | Pleure bébé                                   | 26                                                     | 0                                                      |
| 49e     | 2004  | James Fox                   | Hold Onto Our Love                   | Anglais          | S'accrocher à notre amour                     | 16                                                     | 29                                                     |
| 50e     | 2005  | Javine                      | Touch My Fire                        | Anglais          | Touche mon feu                                | 22                                                     | 18                                                     |
| 51e     | 2006  | Daz Sampson                 | Teenage Life                         | Anglais          | La vie d'adolescent                           | 19                                                     | 25                                                     |
| 52e     | 2007  | Scooch                      | Flying the Flag (For You)            | Anglais          | En portant le drapeau (pour toi)              | 22                                                     | 19                                                     |
| 53e     | 2008  | Andy Abraham                | Even If                              | Anglais          | Même si                                       | 25                                                     | 14                                                     |
| 54e     | 2009  | Jade Ewen                   | It's My Time                         | Anglais          | C'est mon heure                               | 05                                                     | 173                                                    |
| 55e     | 2010  | Josh Dubovie                | That Sounds Good to Me               | Anglais          | Cela me paraît bien                           | 25                                                     | 10                                                     |
| 56e     | 2011  | Blue                        | I Can                                | Anglais          | Je peux                                       | 11                                                     | 100                                                    |
| 57e     | 2012  | Engelbert Humperdinck       | Love Will Set You Free               | Anglais          | L'amour te rendra libre                       | 25                                                     | 12                                                     |
| 58e     | 2013  | Bonnie Tyler                | Believe in Me                        | Anglais          | Crois en moi                                  | 19                                                     | 23                                                     |
| 59e     | 2014  | Molly Smitten-Downes        | Children of the Universe             | Anglais          | Enfants de l'univers                          | 17                                                     | 40                                                     |
| 60e     | 2015  | Electro Velvet              | Still In Love With You               | Anglais          | Toujours amoureux de toi                      | 24                                                     | 05                                                     |
| 61e     | 2016  | Joe and Jake                | You're Not Alone                     | Anglais          | Tu n'es pas seul                              | 24                                                     | 62                                                     |
| 62e     | 2017  | Lucie Jones                 | Never Give Up On You                 | Anglais          | Je ne t'abandonnerai jamais                   | 15                                                     | 111                                                    |
| 63e     | 2018  | SuRie                       | Storm                                | Anglais          | Tempête                                       | 24                                                     | 48                                                     |
| 64e     | 2019  | Michael Rice                | Bigger than Us                       | Anglais          | Plus grand que nous                           | 26                                                     | 11                                                     |
| 65e     | 2020  | James Newman                | My Last Breath                       | Anglais          | Mon dernier souffle                           | Concours annulé à la suite de la pandémie de Covid-19. | Concours annulé à la suite de la pandémie de Covid-19. |
| 65e     | 2021  | James Newman                | Embers                               | Anglais          | Braises                                       | 26                                                     | 0                                                      |
| 66e     | 2022  | Sam Ryder                   | SPACE MAN                            | Anglais          | Dans l'espace, mec                            | 02                                                     | 466                                                    |
| 67e     | 2023  | Mae Muller                  | I Wrote a Song                       | Anglais          | J'ai écrit une chanson                        | 25                                                     | 24                                                     |
| 68e     | 2024  | Olly Alexander              | Dizzy                                | Anglais          | Vertigineux                                   | 18                                                     | 46                                                     |
| 69e     | 2025  | Remember Monday             | What The Hell Just Happened?         | Anglais          | Que diable vient-il de se passer ?            | 19                                                     | 88                                                     |
| 70e     | 2026  |                             |                                      |                  |                                               |                                                        |                                                        |

- Première place
- Deuxième place
- Troisième place
- Dernière place
- Royaume-Uni organisateur

## Galerie

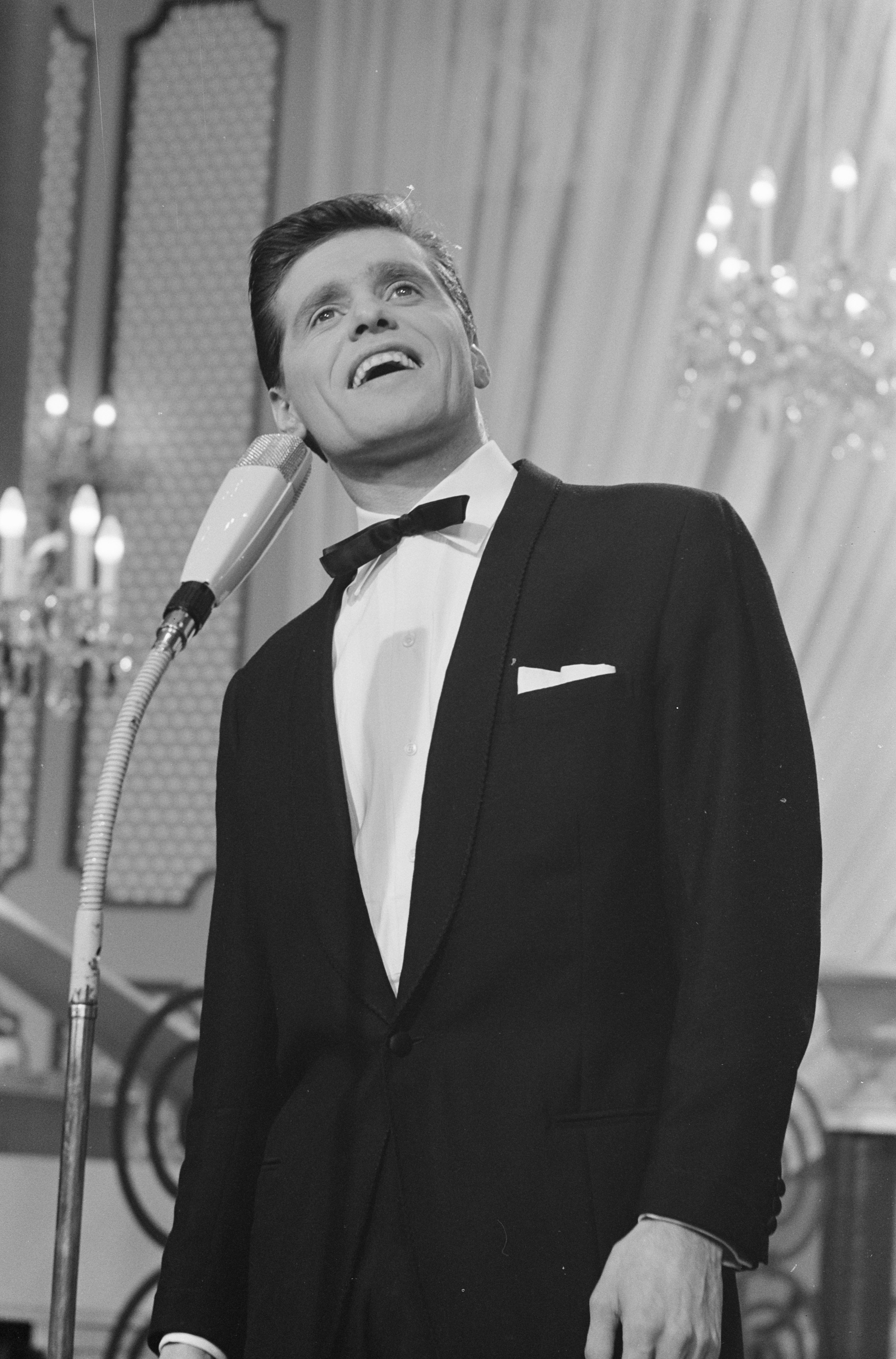
Ronnie Carroll à Luxembourg (1962).
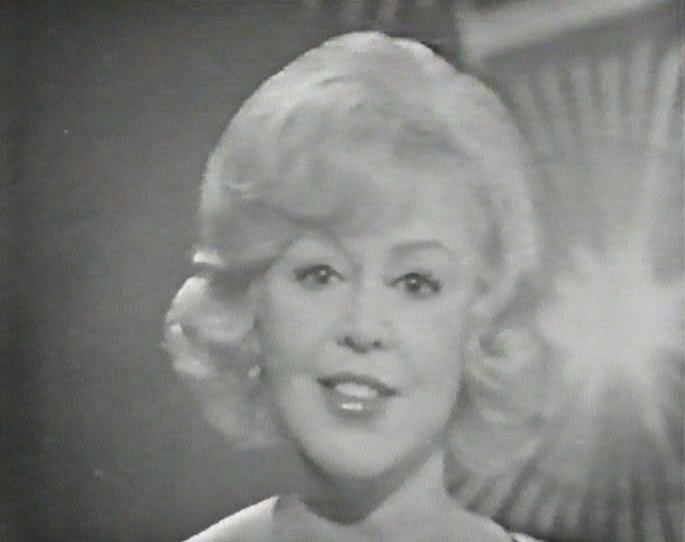
Kathy Kirby à Naples (1965).
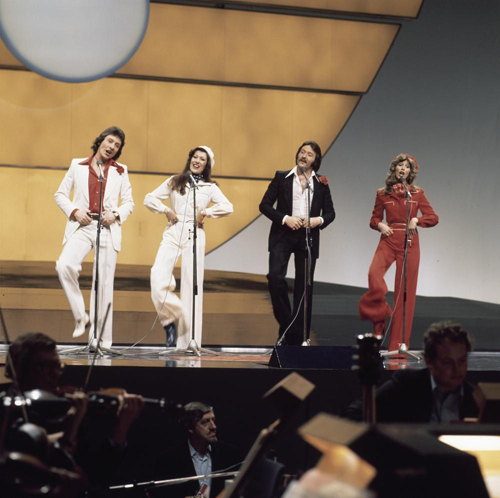
Brotherhood of Man à La Hague (1976).
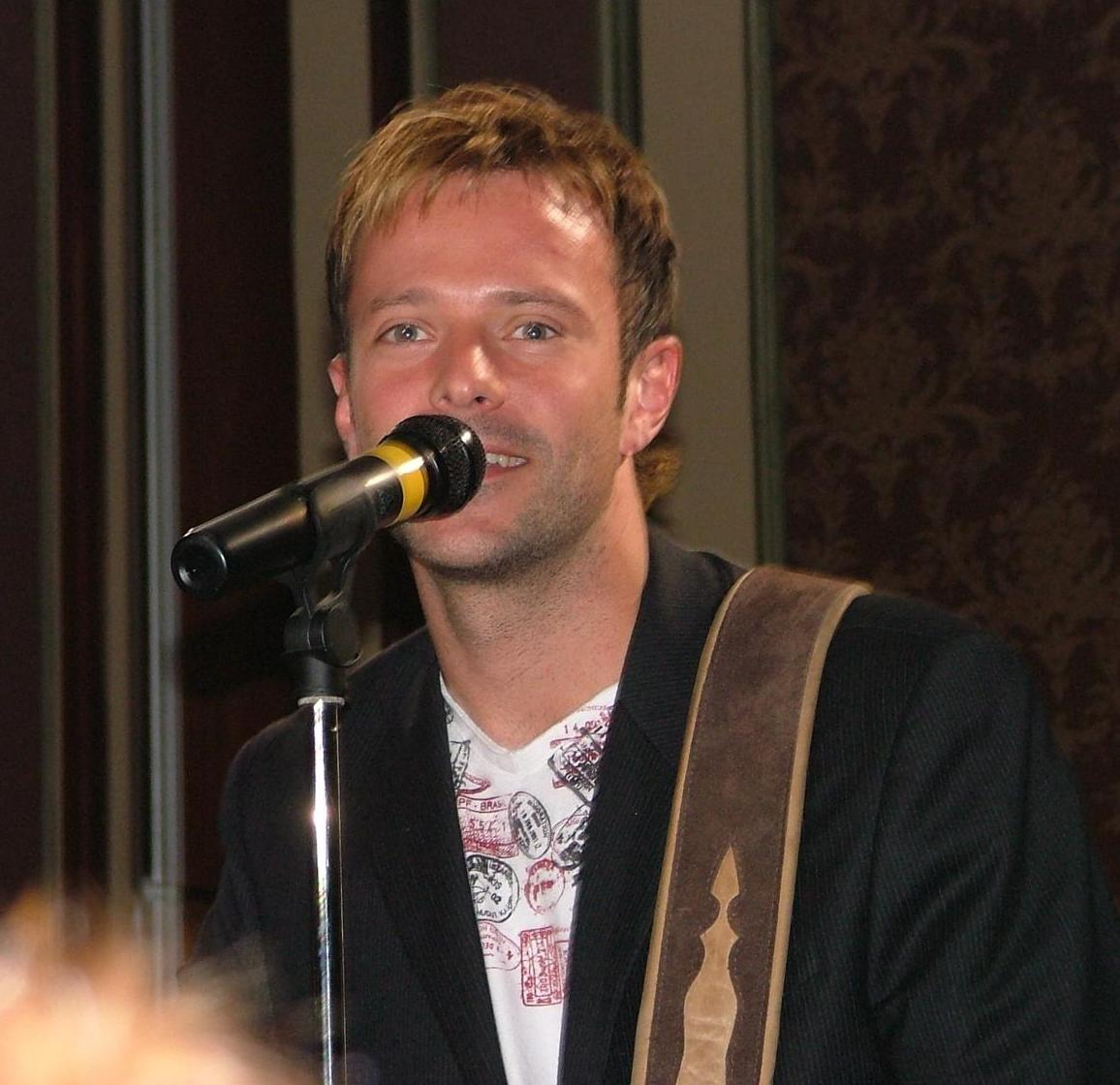
James Fox (2004)
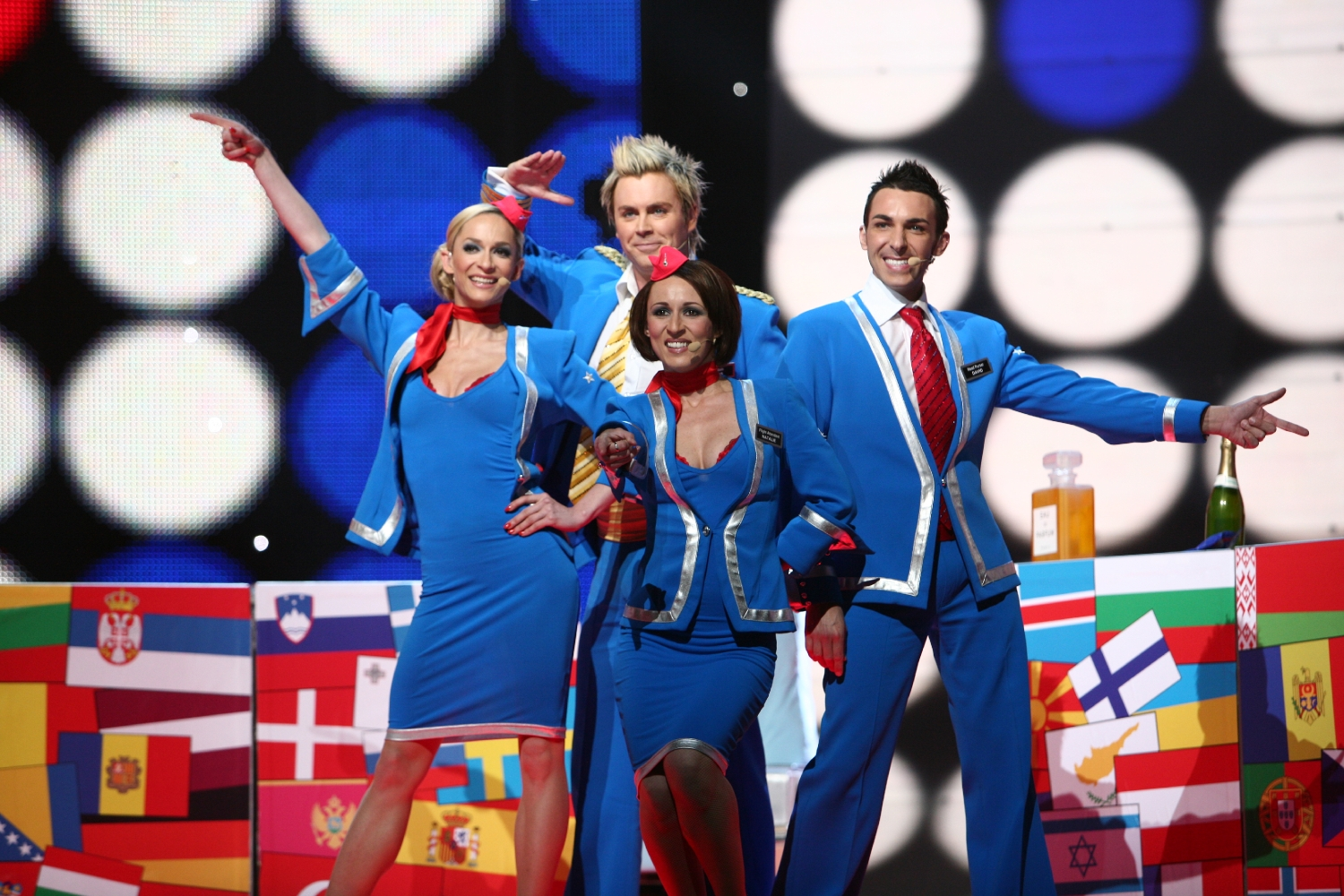
Scooch à Helsinki (2007)
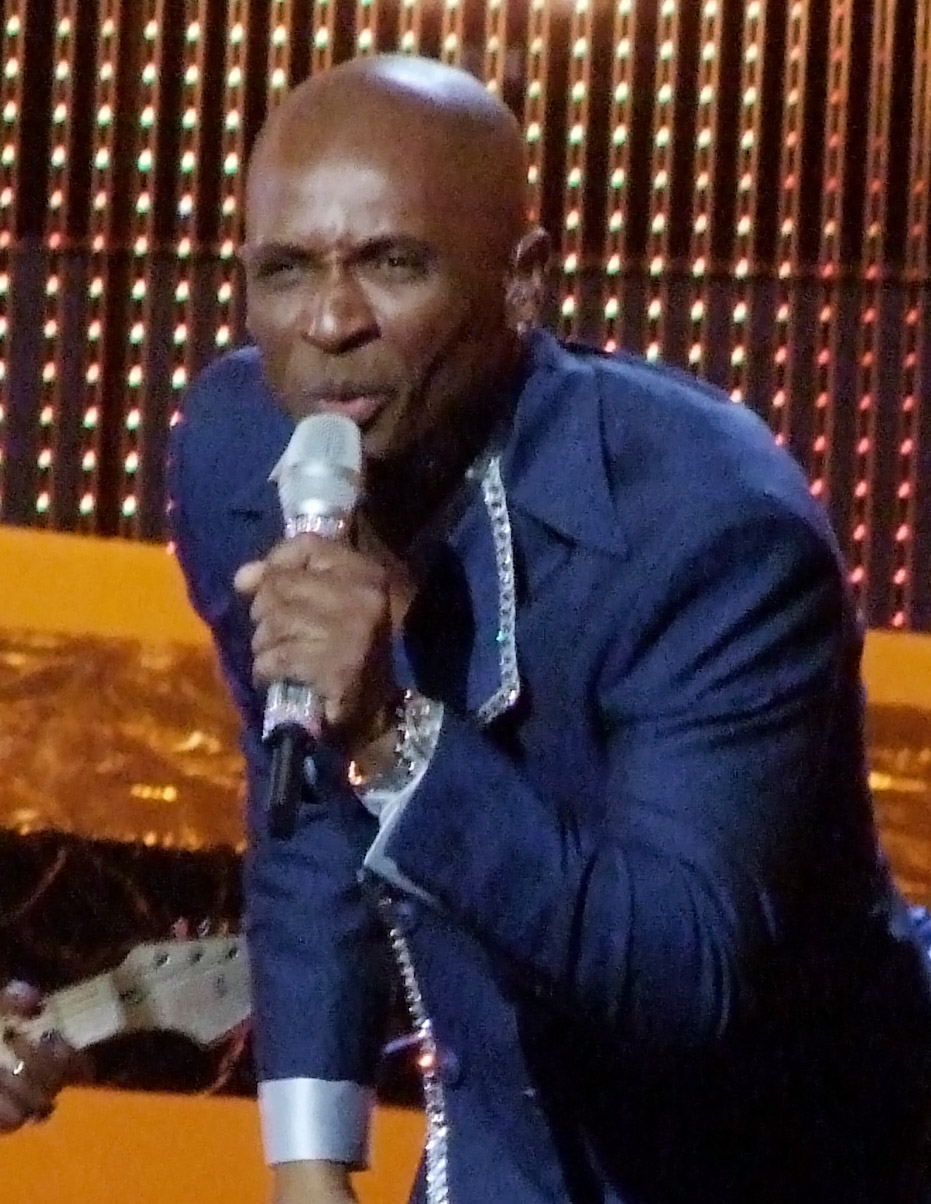
Andy Abraham à Belgrade (2008)
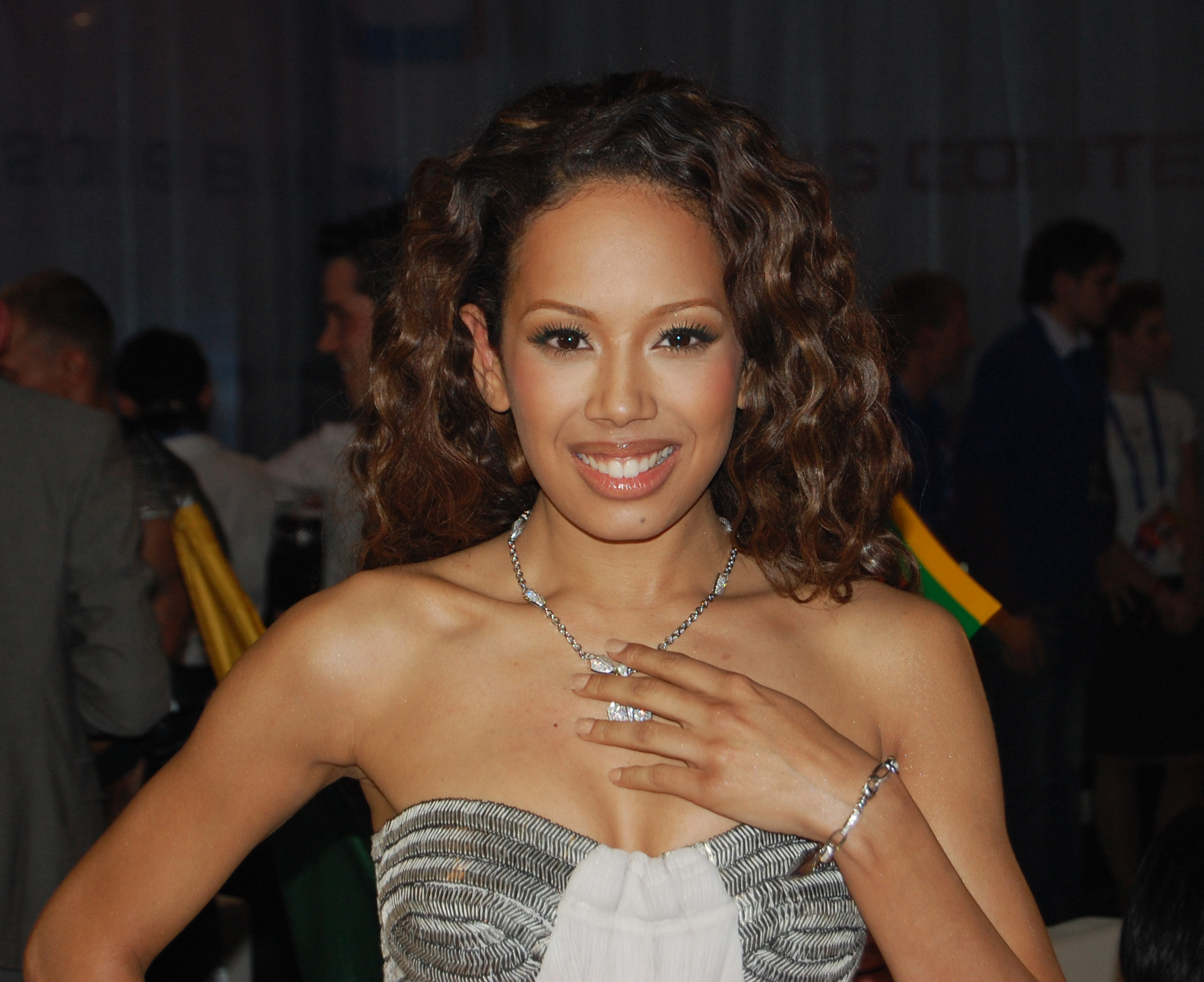
Jade Ewen à Moscou (2009)
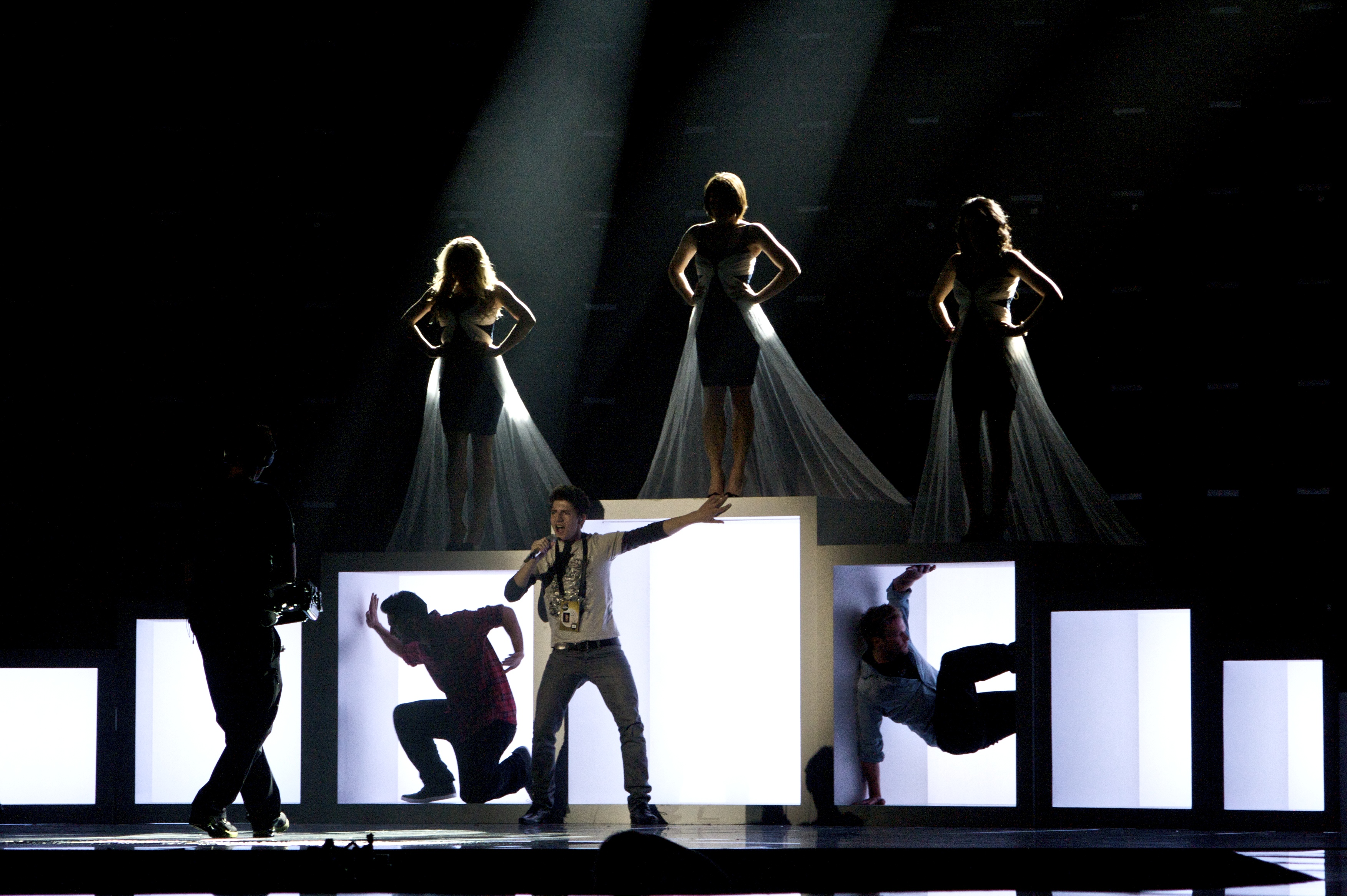
Josh Dubovie à Oslo (2010)
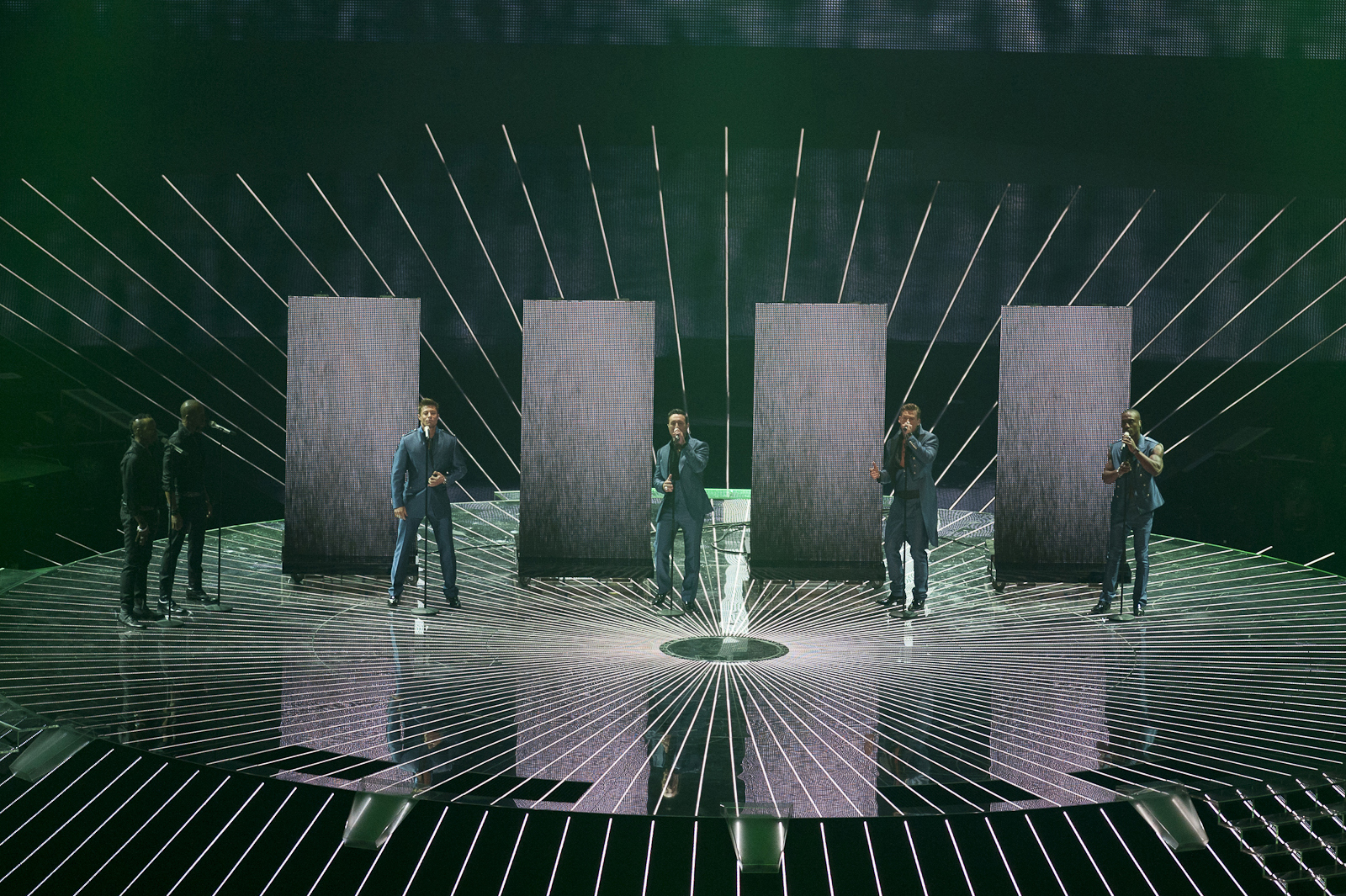
Blue à Düsseldorf (2011)
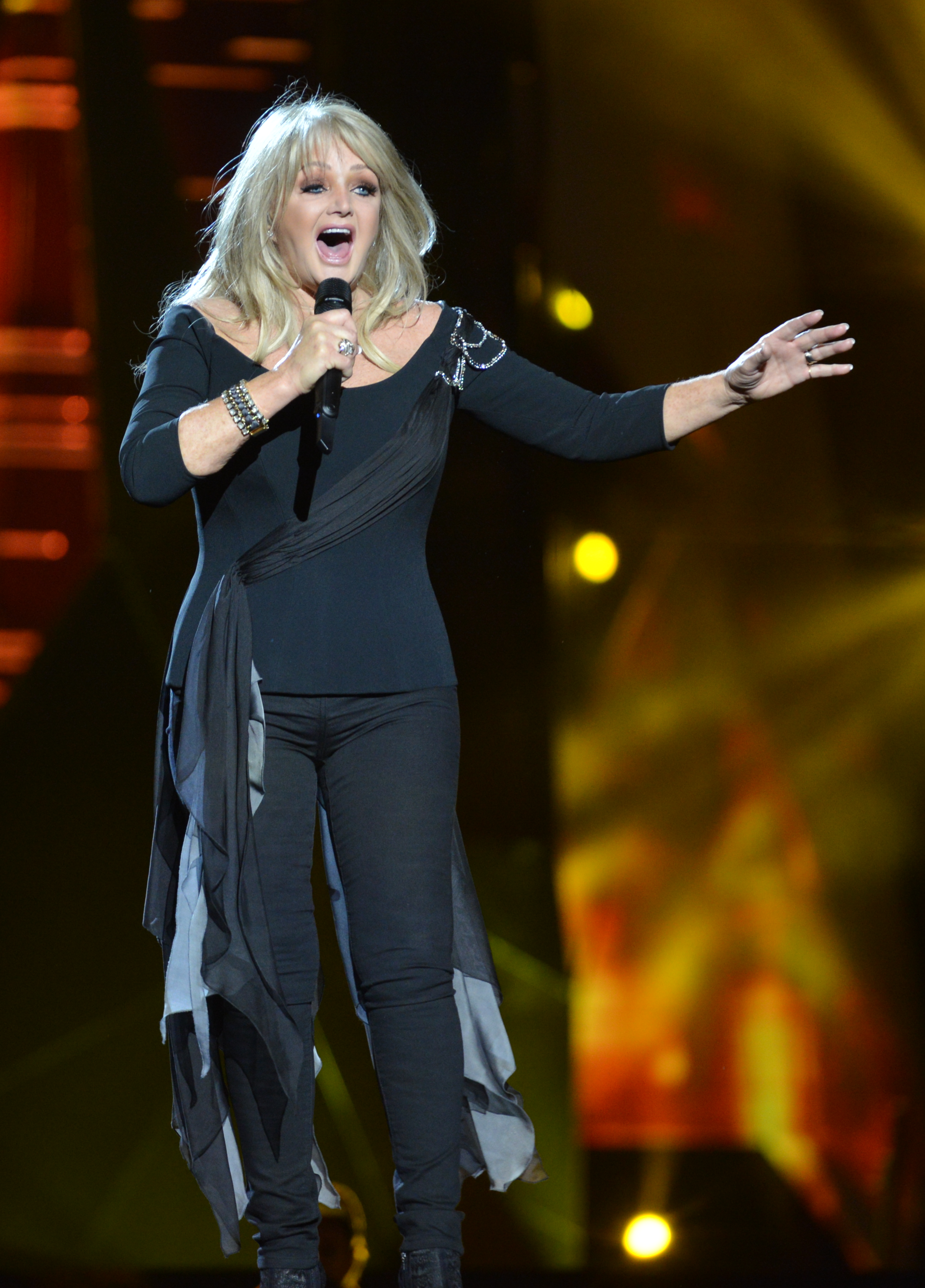
Bonnie Tyler à Malmö (2013)
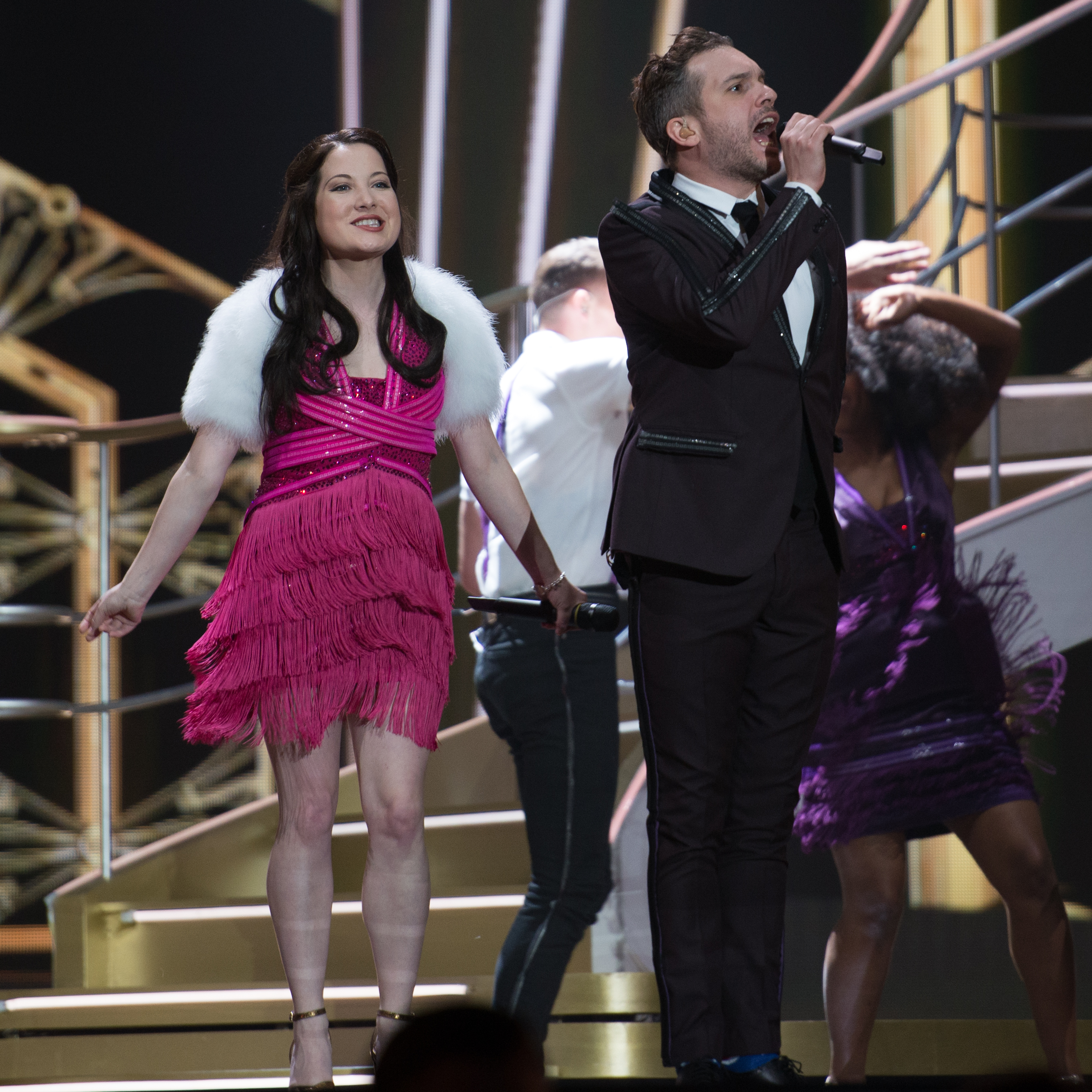
Electro Velvet à Vienne (2015)
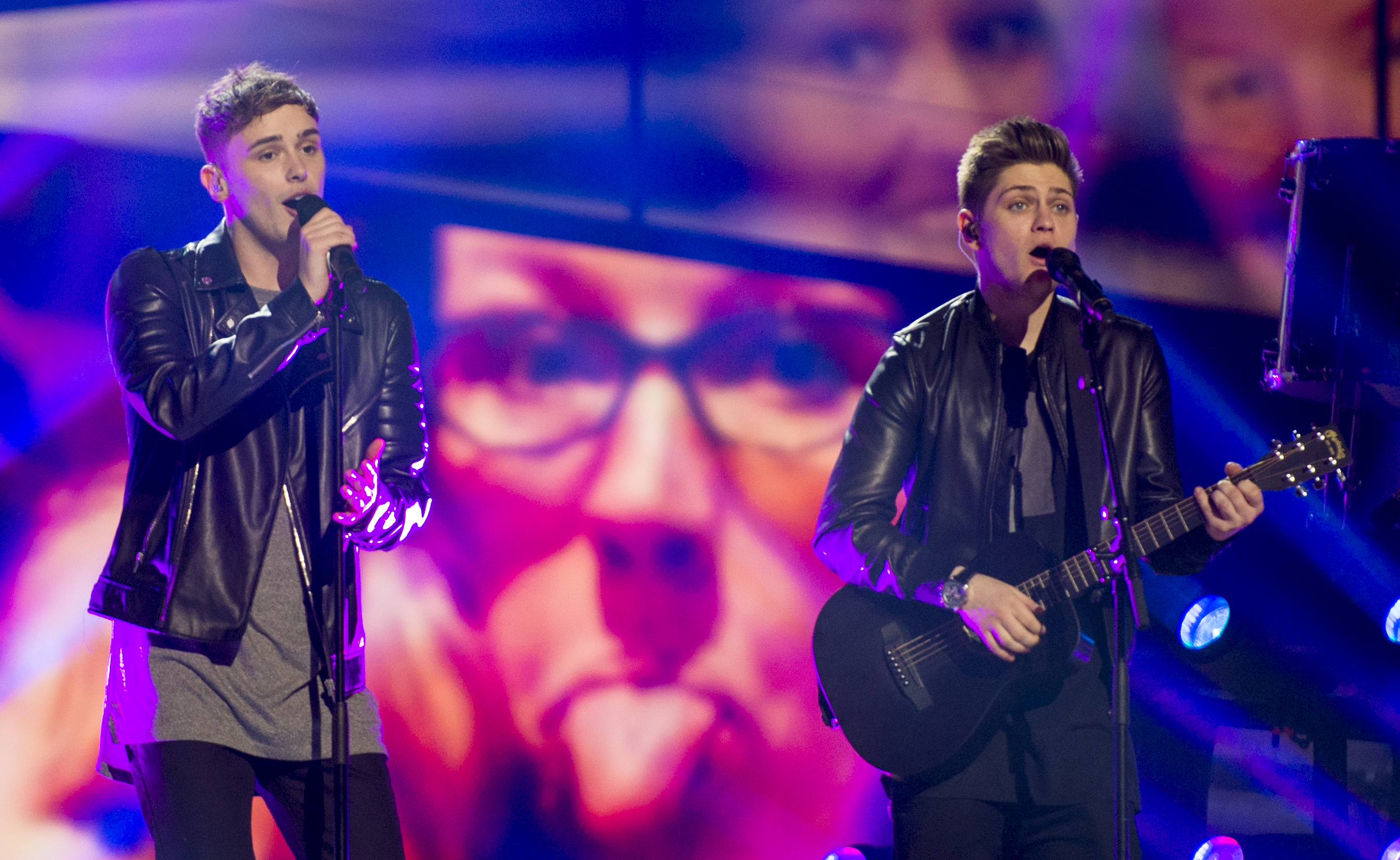
Joe and Jake à Stockholm (2016)
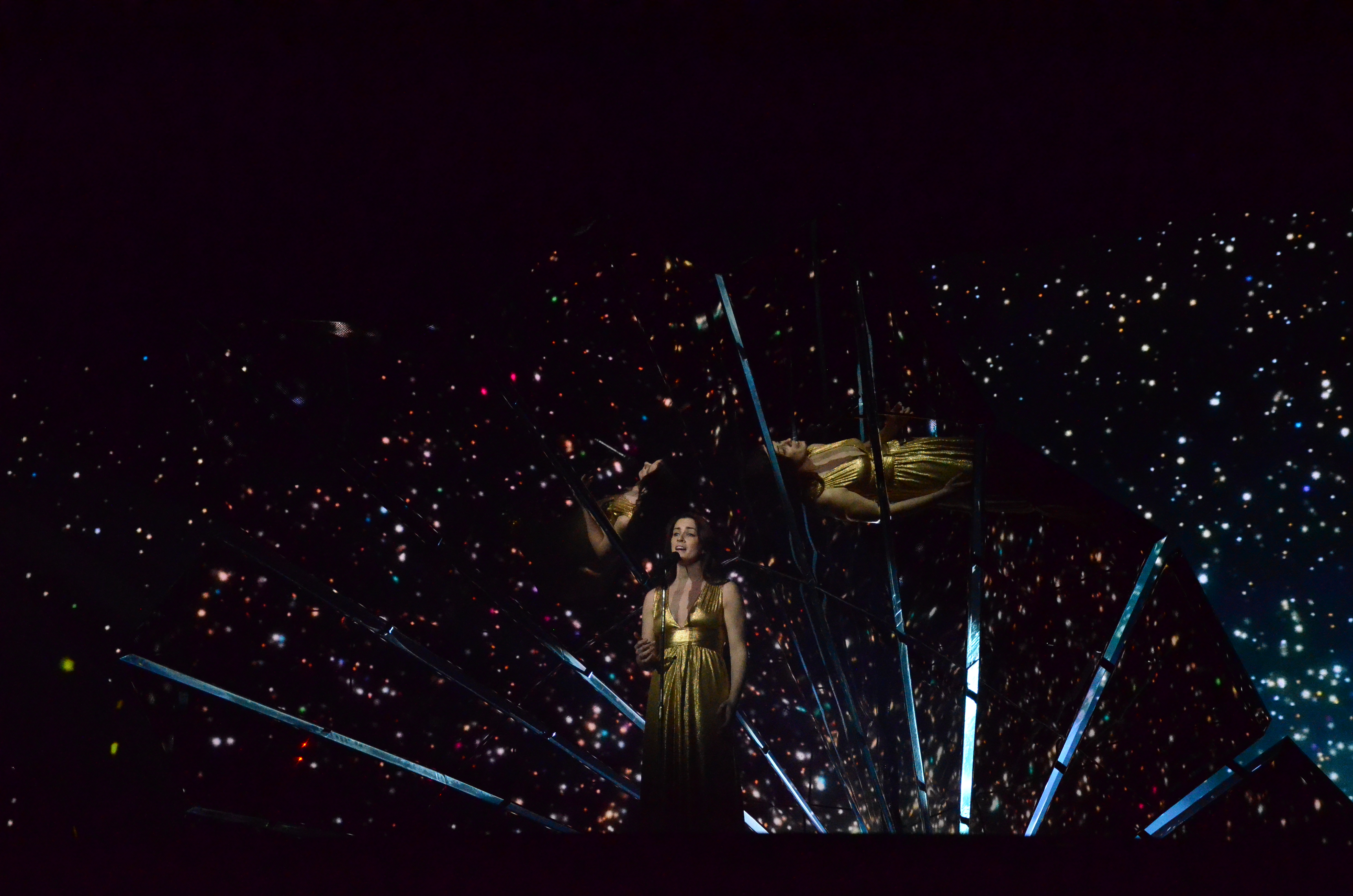
Lucie Jones à Kiev (2017)
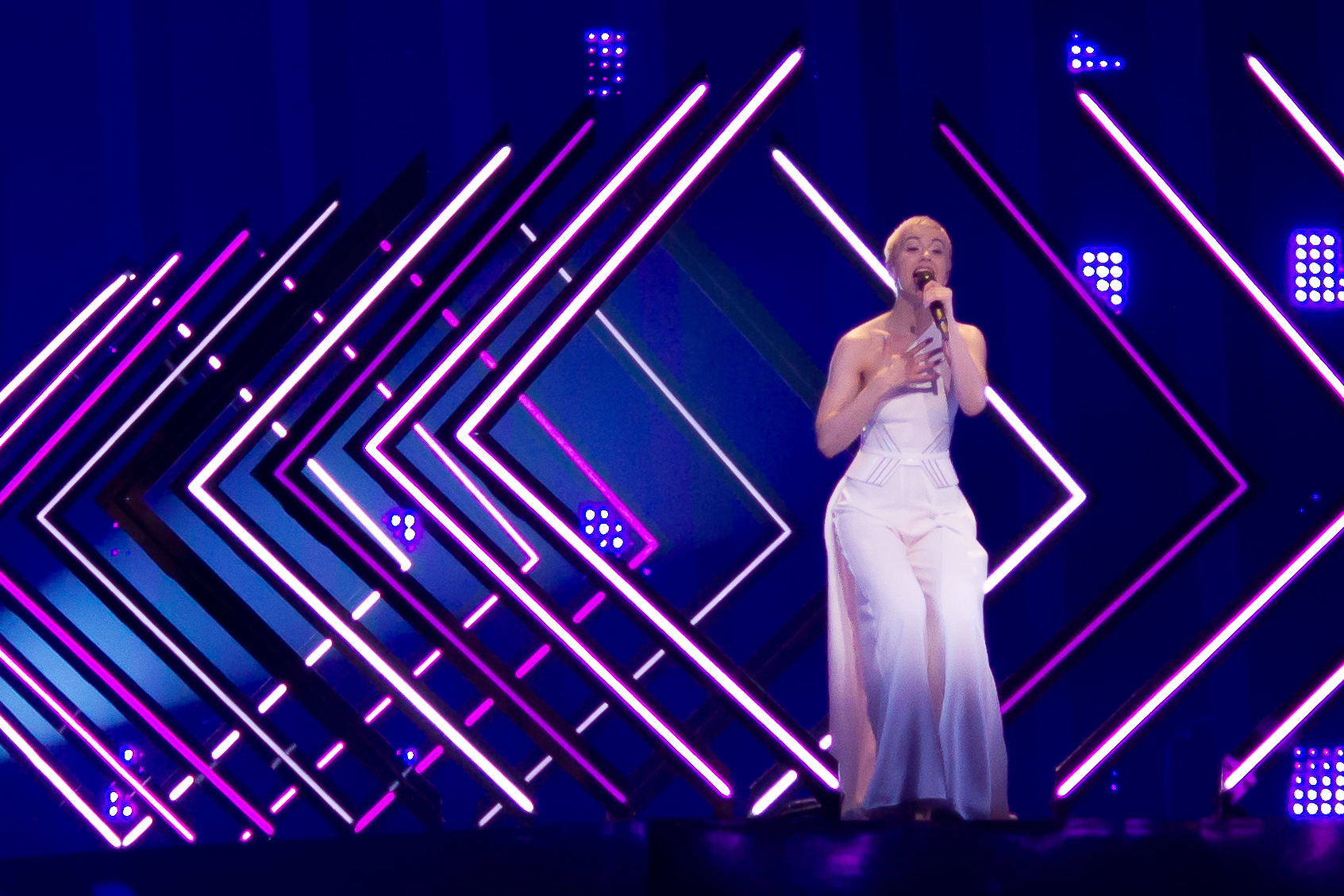
SuRie à Lisbonne (2018)
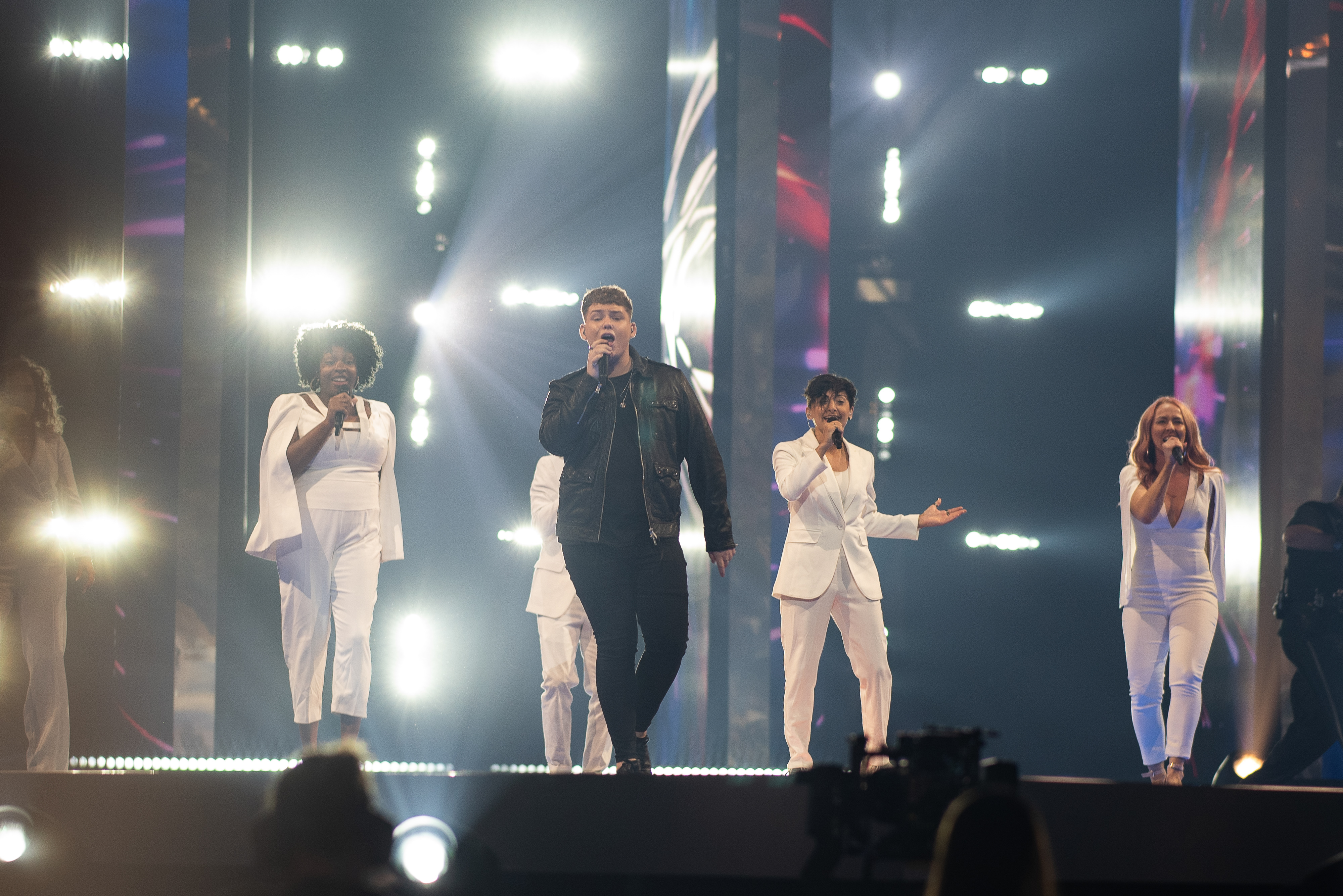
Michael Rice à Tel Aviv (2019)
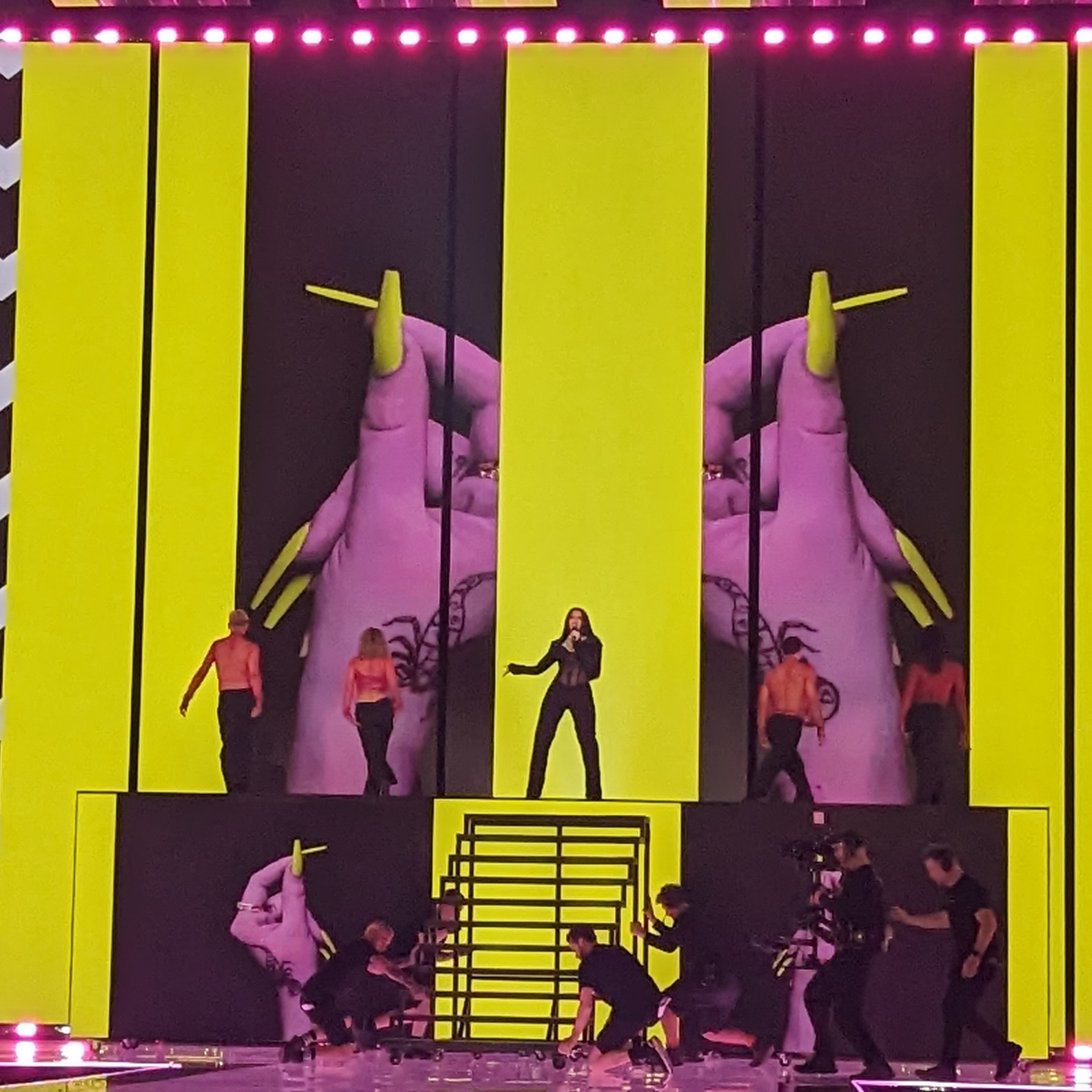
Mae Muller à Liverpool (2023)
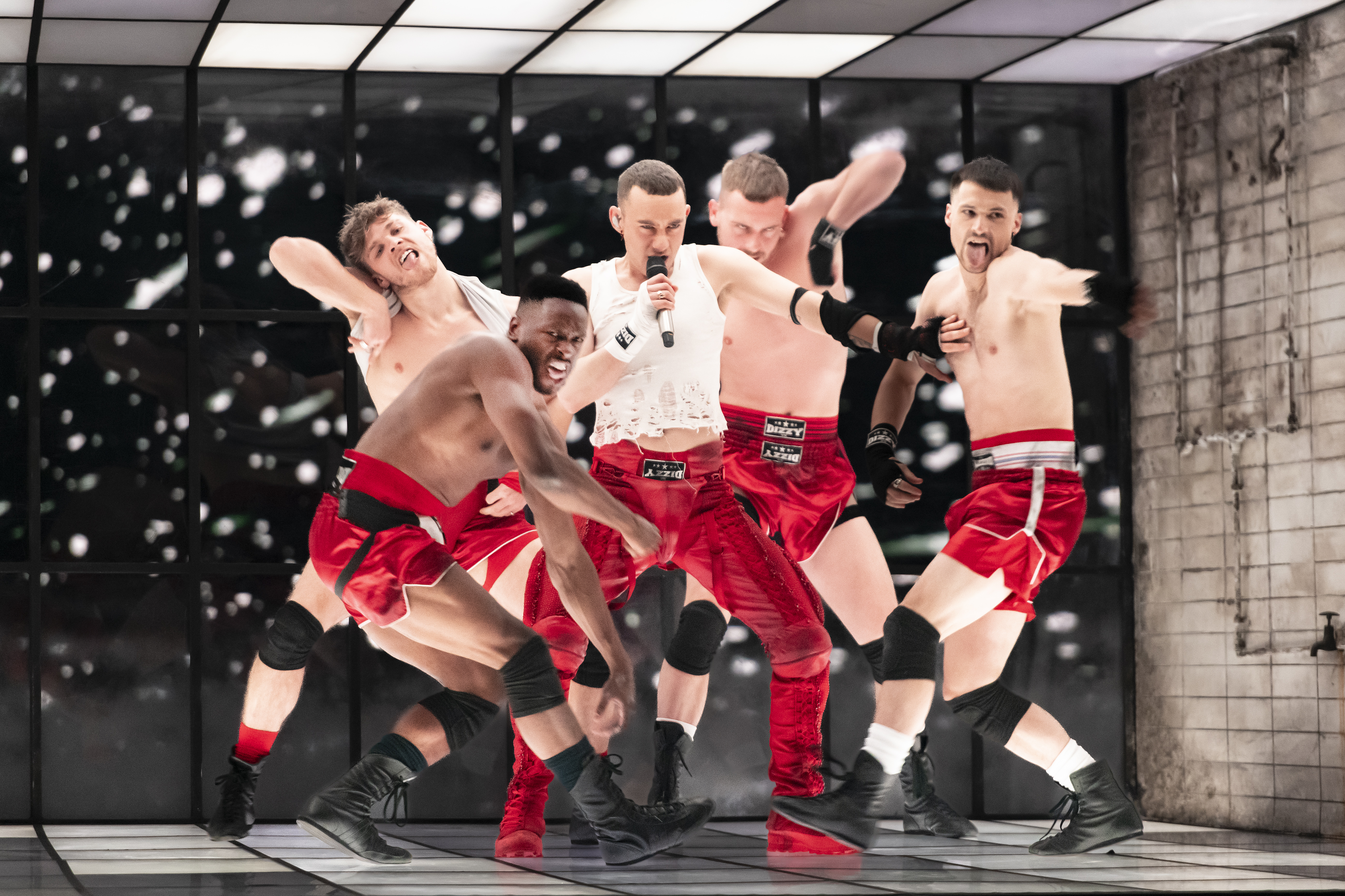
Olly Alexander à Malmö (2024)
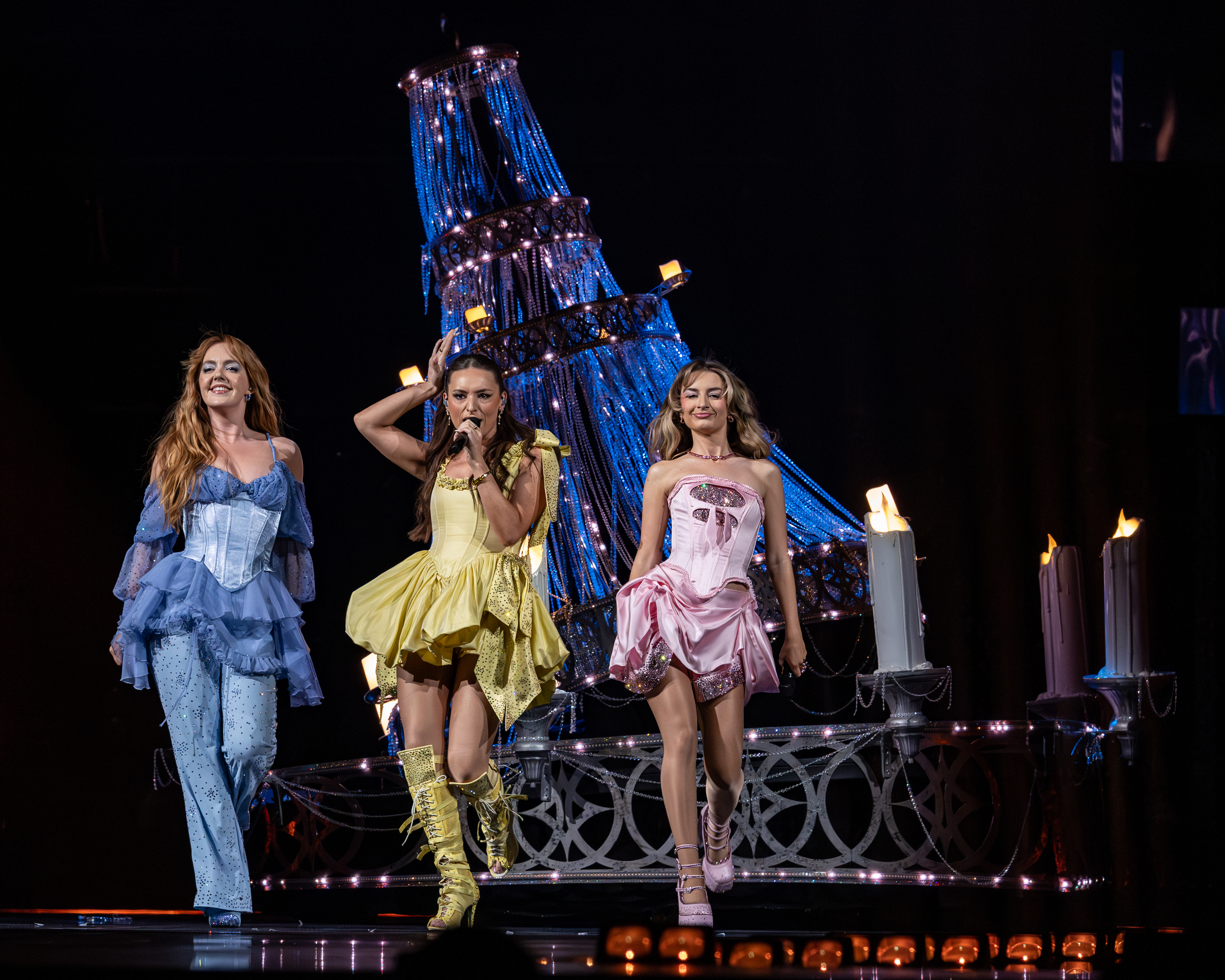
Remember Monday à Bâle (2025)

## Chefs d'orchestre, commentateurs et porte-paroles
| Année | Chef d'orchestre  | Commentateur(s) (en finale)  | Commentateur(s) (en demi-finale)       | Porte-parole                   |
| ----- | ----------------- | ---------------------------- | -------------------------------------- | ------------------------------ |
| 1956  | -                 | Wilfrid Thomas               |                                        | -                              |
| 1957  | Eric Robinson     | Berkeley Smith               | David Jacobs                           |                                |
| 1958  | retrait           | Peter Haigh                  | retrait                                |                                |
| 1959  | Eric Robinson     | Tom Sloan                    | Pete Murray                            |                                |
| 1960  | Eric Robinson     | David Jacobs                 | Nick Burrell-Davis                     |                                |
| 1961  | Harry Robinson    | Tom Sloan                    | Michael Aspel                          |                                |
| 1962  | Wally Stott       | David Jacobs                 | Alex Macintosh                         |                                |
| 1963  | Eric Robinson     | David Jacobs                 | Nicholas Parsons                       |                                |
| 1964  | Harry Rabinowitz  | David Jacobs                 | Michael Aspel                          |                                |
| 1965  | Eric Robinson     | David Jacobs                 | Michael Aspel                          |                                |
| 1966  | Hary Rabinowitz   | David Jacobs                 | Michael Aspel                          |                                |
| 1967  | Kenny Woodman     | Rolf Harris                  | Michael Aspel                          |                                |
| 1968  | Norrie Paramor    | -                            | Michael Aspel                          |                                |
| 1969  | Johnny Harris     | Michael Aspel                | Colin-Ward Lewis                       |                                |
| 1970  | Johnny Arthey     | David Gell                   | Colin-Ward Lewis                       |                                |
| 1971  | Johnny Arthey     | Dave Lee Travis              | -                                      |                                |
| 1972  | David Mackay      | Tom Fleming                  | -                                      |                                |
| 1973  | David Mackay      | Terry Wogan                  | -                                      |                                |
| 1974  | Nick Ingman       | David Vine                   | Colin-Ward Lewis                       |                                |
| 1975  | Alyn Ainsworth    | Pete Murray                  | Ray Moore                              |                                |
| 1976  | Alyn Ainsworth    | Michael Aspel                | Ray Moore                              |                                |
| 1977  | Ronnie Hazlehurst | Pete Murray                  | Colin Berry                            |                                |
| 1978  | Alyn Ainsworth    | Terry Wogan                  | Colin Berry                            |                                |
| 1979  | Ken Jones         | John Dunn                    | Colin Berry                            |                                |
| 1980  | John Coleman      | Terry Wogan                  | Ray Moore                              |                                |
| 1981  | John Coleman      | Terry Wogan                  | Colin Berry                            |                                |
| 1982  | Ronnie Hazlehurst | Terry Wogan                  | Colin Berry                            |                                |
| 1983  | John Coleman      | Terry Wogan                  | Colin Berry                            |                                |
| 1984  | John Coleman      | Terry Wogan                  | Colin Berry                            |                                |
| 1985  | John Coleman      | Terry Wogan                  | Colin Berry                            |                                |
| 1986  | -                 | Terry Wogan                  | Colin Berry                            |                                |
| 1987  | Ronnie Hazlehurst | Terry Wogan                  | Colin Berry                            |                                |
| 1988  | Ronnie Hazlehurst | Terry Wogan                  | Colin Berry                            |                                |
| 1989  | Ronnie Hazlehurst | Terry Wogan                  | Colin Berry                            |                                |
| 1990  | Alyn Ainsworth    | Terry Wogan                  | Colin Berry                            |                                |
| 1991  | Ronnie Hazlehurst | Terry Wogan                  | Colin Berry                            |                                |
| 1992  | Ronnie Hazlehurst | Terry Wogan                  | Colin Berry                            |                                |
| 1993  | Nigel Wright      | Terry Wogan                  | Colin Berry                            |                                |
| 1994  | Michael Reed      | Terry Wogan                  | Colin Berry                            |                                |
| 1995  | Mike Dixon        | Terry Wogan                  | Colin Berry                            |                                |
| 1996  | Ernie Dunstall    | Terry Wogan                  | Colin Berry                            |                                |
| 1997  | Don Airey         | Terry Wogan                  | Colin Berry                            |                                |
| 1998  | James McMillan    | Terry Wogan                  | Ken Bruce                              |                                |
| 1999  | -                 | Terry Wogan                  | Colin Berry                            |                                |
| 2000  | -                 | Terry Wogan                  | Colin Berry                            |                                |
| 2001  | -                 | Terry Wogan                  | Colin Berry                            |                                |
| 2002  | -                 | Terry Wogan                  | Colin Berry                            |                                |
| 2003  | -                 | Terry Wogan                  | Lorraine Kelly                         |                                |
| 2004  | -                 | Terry Wogan                  | Lorraine Kelly                         | Paddy O'Connell                |
| 2005  | -                 | Terry Wogan                  | Cheryl Baker                           | Paddy O'Connell                |
| 2006  | -                 | Terry Wogan                  | Fearne Cotton                          | Paddy O'Connell                |
| 2007  | -                 | Terry Wogan                  | Fearne Cotton                          | Paddy O'Connell & Sarah Cawood |
| 2008  | -                 | Terry Wogan                  | Paddy O'Connell & Caroline Flack       | Carrie Grant                   |
| 2009  | -                 | Graham Norton                | Paddy O'Connell & Sarah Cawood         | Duncan James                   |
| 2010  | -                 | Graham Norton                | Paddy O'Connell & Sarah Cawood         | Scott Mills                    |
| 2011  | -                 | Graham Norton                | Scott Mills & Sara Cox                 | Alex Jones                     |
| 2012  | -                 | Graham Norton                | Scott Mills & Sara Cox                 | Scott Mills                    |
| 2013  | -                 | Graham Norton                | Scott Mills & Ana Matronic             | Scott Mills                    |
| 2014  | -                 | Graham Norton                | Scott Mills & Laura Whitmore           | Scott Mills                    |
| 2015  | -                 | Graham Norton                | Scott Mills & Mel Giedroyc             | Nigella Lawson                 |
| 2016  | -                 | Graham Norton                | Scott Mills & Mel Giedroyc             | Richard Osman                  |
| 2017  | -                 | Graham Norton                | Scott Mills & Mel Giedroyc             | Katrina Leskanich              |
| 2018  | -                 | Graham Norton                | Scott Mills & Rylan Clark-Neal         | Mel Giedroyc                   |
| 2019  | -                 | Graham Norton                | Scott Mills & Rylan Clark-Neal         | Rylan Clark-Neal               |
| 2021  | -                 | Graham Norton                | Scott Mills, Sara Cox & Chelcee Grimes | Amanda Holden                  |
| 2022  | -                 | Graham Norton                | Scott Mills & Rylan Clark-Neal         | AJ Odudu                       |
| 2023  | -                 | Graham Norton & Mel Giedroyc | Scott Mills & Rylan Clark-Neal         | Catherine Tate                 |

## Historique de vote
Depuis 1975, le Royaume-Uni a donné le plus de points en finale à :
| Rang | Pays      | Points |
| ---- | --------- | ------ |
| 1    | Suède     | 253    |
| 2    | Irlande   | 247    |
| 3    | Israël    | 165    |
| 4    | Suisse    | 161    |
| 5    | Allemagne | 149    |
| 6    | Danemark  | 137    |
| 7    | Grèce     | 128    |
| 8    | Norvège   | 126    |
| 9    | Lituanie  | 125    |
| 10   | Autriche  | 116    |

Depuis 1975, le Royaume-Uni a reçu le plus de points de la part de :
| Rang | Pays      | Points |
| ---- | --------- | ------ |
| 1    | Irlande   | 241    |
| 2    | Autriche  | 195    |
| 3    | Portugal  | 178    |
| 4    | Allemagne | 171    |
| 5    | Belgique  | 170    |
| 6    | France    | 166    |
| 6    | Israël    | 166    |
| 8    | Suisse    | 161    |
| 9    | Suède     | 159    |
| 10   | Malte     | 158    |

Depuis 2016 et le nouveau système de vote introduit, le Royaume-Uni a donné le plus de points en finale à :
| Rang | Pays      | Points |
| ---- | --------- | ------ |
| 1    | Lituanie  | 87     |
| 2    | Suède     | 76     |
| 3    | Australie | 61     |
| 4    | Bulgarie  | 59     |
| 5    | Israël    | 57     |
| 6    | Pologne   | 56     |
| 7    | Portugal  | 42     |
| 8    | Ukraine   | 41     |
| 9    | Finlande  | 39     |
| 10   | Suisse    | 38     |

Depuis 2016 et le nouveau système de vote introduit, le Royaume-Uni a reçu le plus de points de la part de :
| Rang | Pays        | Points |
| ---- | ----------- | ------ |
| 1    | Irlande     | 49     |
| 2    | Malte       | 42     |
| 3    | Australie   | 40     |
| 4    | Ukraine     | 38     |
| 5    | Islande     | 34     |
| 6    | Tchéquie    | 33     |
| 7    | Saint-Marin | 31     |
| 8    | Albanie     | 30     |
| 8    | Italie      | 30     |
| 10   | Autriche    | 28     |
| 10   | Israël      | 28     |

### 12 Points
Légende
 Vainqueur - Le Royaume-Uni a donné 12 points à la chanson victorieuse / Le Royaume-Uni a reçu 12 points et a gagné le concours
 2e place - Le Royaume-Uni a donné 12 points à la chanson arrivée à la seconde place / Le Royaume-Uni a reçu 12 points et est arrivée deuxième
 3e place - Le Royaume-Uni a donné 12 points à la chanson arrivée à la troisième place / Le Royaume-Uni a reçu 12 points et est arrivée troisième
 Qualifiée - Le Royaume-Uni a donné 12 points à une chanson parvenue à se qualifier pour la finale
 Non-qualifiée - Le Royaume-Uni a donné 12 points à une chanson éliminée durant les demi-finales
| Année         | Attribués   | Attribués           | Reçus                                                                             |
| Année         | Finale      | Demi-Finale         | Finale                                                                            |
| 1975          | Pays-Bas    | Pas de demi-finales | France Luxembourg Monaco Yougoslavie                                              |
| 1976          | Suisse      | Pas de demi-finales | Belgique Espagne Grèce Israël Norvège Portugal Suisse                             |
| 1977          | Irlande     | Pas de demi-finales | Autriche Belgique France Luxembourg Monaco Portugal                               |
| 1978          | Belgique    | Pas de demi-finales | Aucun                                                                             |
| 1979          | Israël      | Pas de demi-finales | Aucun                                                                             |
| 1980          | Irlande     | Pas de demi-finales | Suède                                                                             |
| 1981          | Suisse      | Pas de demi-finales | Israël Pays-Bas                                                                   |
| 1982          | Suisse      | Pas de demi-finales | Autriche Luxembourg                                                               |
| 1983          | Yougoslavie | Pas de demi-finales | Suède                                                                             |
| 1984          | Danemark    | Pas de demi-finales | Aucun                                                                             |
| 1985          | Norvège     | Pas de demi-finales | Aucun                                                                             |
| 1986          | Allemagne   | Pas de demi-finales | Aucun                                                                             |
| 1987          | Irlande     | Pas de demi-finales | Aucun                                                                             |
| 1988          | Norvège     | Pas de demi-finales | Belgique Italie Turquie                                                           |
| 1989          | Yougoslavie | Pas de demi-finales | Allemagne France Luxembourg Norvège Portugal                                      |
| 1990          | Islande     | Pas de demi-finales | Belgique                                                                          |
| 1991          | Suède       | Pas de demi-finales | Aucun                                                                             |
| 1992          | Islande     | Pas de demi-finales | Allemagne Autriche Belgique Danemark                                              |
| 1993          | Irlande     | Pas de demi-finales | Autriche Belgique Islande Israël                                                  |
| 1994          | Pologne     | Pas de demi-finales | Aucun                                                                             |
| 1995          | Israël      | Pas de demi-finales | Autriche France                                                                   |
| 1996          | Chypre      | Pas de demi-finales | Belgique Portugal                                                                 |
| 1997          | Irlande     | Pas de demi-finales | Autriche Croatie Danemark France Hongrie Irlande Pays-Bas Russie Suède Suisse     |
| 1998          | Malte       | Pas de demi-finales | Croatie Israël Roumanie Turquie                                                   |
| 1999          | Suède       | Pas de demi-finales | Aucun                                                                             |
| 2000          | Danemark    | Pas de demi-finales | Aucun                                                                             |
| 2001          | Estonie     | Pas de demi-finales | Aucun                                                                             |
| 2002          | Malte       | Pas de demi-finales | Autriche                                                                          |
| 2003          | Irlande     | Pas de demi-finales | Aucun                                                                             |
| 2004          | Grèce       | Grèce               | Aucun                                                                             |
| 2005          | Grèce       | Irlande             | Aucun                                                                             |
| 2006          | Finlande    | Finlande            | Aucun                                                                             |
| 2007          | Turquie     | Turquie             | Malte                                                                             |
| 2008          | Grèce       | Chypre              | Aucun                                                                             |
| 2009          | Turquie     | Turquie             | Grèce                                                                             |
| 2010          | Grèce       | Roumanie            | Aucun                                                                             |
| 2011          | Irlande     | Lituanie            | Bulgarie                                                                          |
| 2012          | Suède       | Malte               | Aucun                                                                             |
| 2013          | Danemark    | Danemark            | Aucun                                                                             |
| 2014          | Autriche    | Autriche            | Aucun                                                                             |
| 2015          | Suède       | Israël              | Aucun                                                                             |
| 2016 Jury     | Géorgie     | Géorgie             | Malte                                                                             |
| 2016 Télévote | Lituanie    | Lituanie            | Aucun                                                                             |
| 2017 Jury     | Portugal    | Moldavie            | Australie                                                                         |
| 2017 Télévote | Bulgarie    | Pologne             | Aucun                                                                             |
| 2018 Jury     | Autriche    | Bulgarie            | Aucun                                                                             |
| 2018 Télévote | Lituanie    | Lituanie            | Aucun                                                                             |
| 2019 Jury     | Macédoine   | Macédoine           | Aucun                                                                             |
| 2019 Télévote | Norvège     | Lituanie            | Aucun                                                                             |
| 2021 Jury     | France      | Islande             | Aucun                                                                             |
| 2021 Télévote | Lituanie    | Islande             | Aucun                                                                             |
| 2022 Jury     | Suède       | Suède               | Allemagne Autriche Azerbaïdjan Belgique France Géorgie République tchèque Ukraine |
| 2022 Télévote | Ukraine     | Irlande             | Malte                                                                             |
| 2023 Jury     | Suède       | Pas de jury         | Aucun                                                                             |
| 2023 Télévote | Finlande    | Lituanie            | Aucun                                                                             |
| 2024 Jury     | Portugal    | Pas de jury         | Aucun                                                                             |
| 2024 Télévote | Israël      | Lituanie            | Aucun                                                                             |
| 2025 Jury     | Lettonie    | Pas de jury         | Italie                                                                            |
| 2025 Télévote | Israël      | Israël              | Aucun                                                                             |